# William Merritt Chase
Pour les articles homonymes, voir Chase.
William Merritt Chase (1er novembre 1849 – 25 octobre 1916) est un peintre américain connu pour son engagement en faveur de l'impressionnisme et comme enseignant.

## Biographie
Il est né à Williamsburg (aujourd'hui Nineveh), Indiana, et commence par travailler comme vendeur dans le magasin familial de chaussures à Indianapolis. Parallèlement, il prend des cours de peinture et de dessin auprès de Barton S. Hays. Après un bref engagement dans la marine, il poursuit sa formation à New York auprès de Joseph Oriel Eaton. Après ses premières expositions à Saint-Louis, il se rend, de 1872 à 1877, à Munich et travaille avec A. Wagner et  Karl von Piloty.
De retour à New York, Chase  épouse Alice Gerson en 1887. Le couple aura  huit enfants.
Il installe, à New York, sa propre école, « Chase school » (aujourd'hui Parsons), après avoir enseigné quelques années à l'Art Students League, il y comptera parmi ses élèves Abby Williams Hill, Euphemia Bakewell, Walter Pach... Il travaille sur tous supports : peinture à l'huile, pastel, encre. Ses thèmes sont nombreux : paysages, natures mortes, portraits ; mais ce sont ceux-ci qui le rendent célèbre, de nombreuses personnalités souhaitant devenir ses modèles.
Chase gagne de nombreux honneurs et devient un membre de la National Academy of Design, à New York, il dirige durant dix ans la  Society of American Artists. Il devient membre du Ten American Painters après la mort de John Henry Twachtman.
Membre du Salon des artistes français, il y obtient une mention honorable en 1881. Il remporte aussi une médaille d'argent à         l'exposition universelle de Paris de 1889 et une médaille d'or à celle de 1900.

## Galerie

### Natures mortes

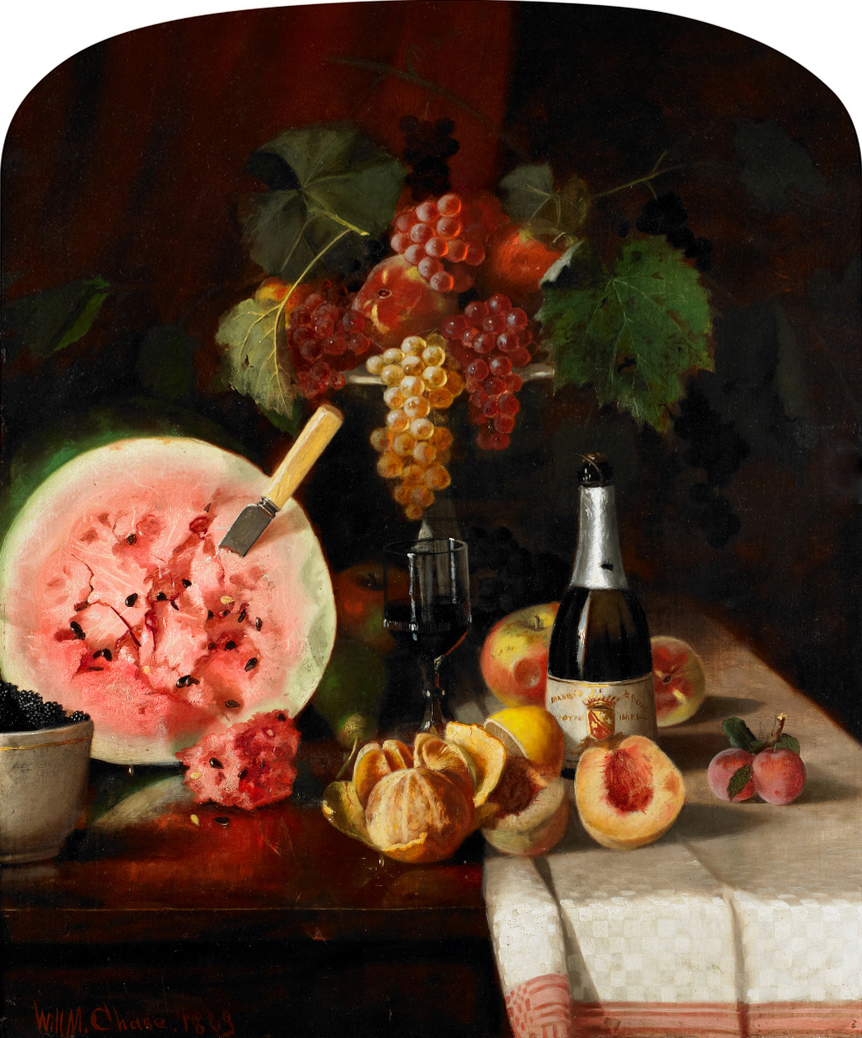
Still Life With Watermelon (1869)
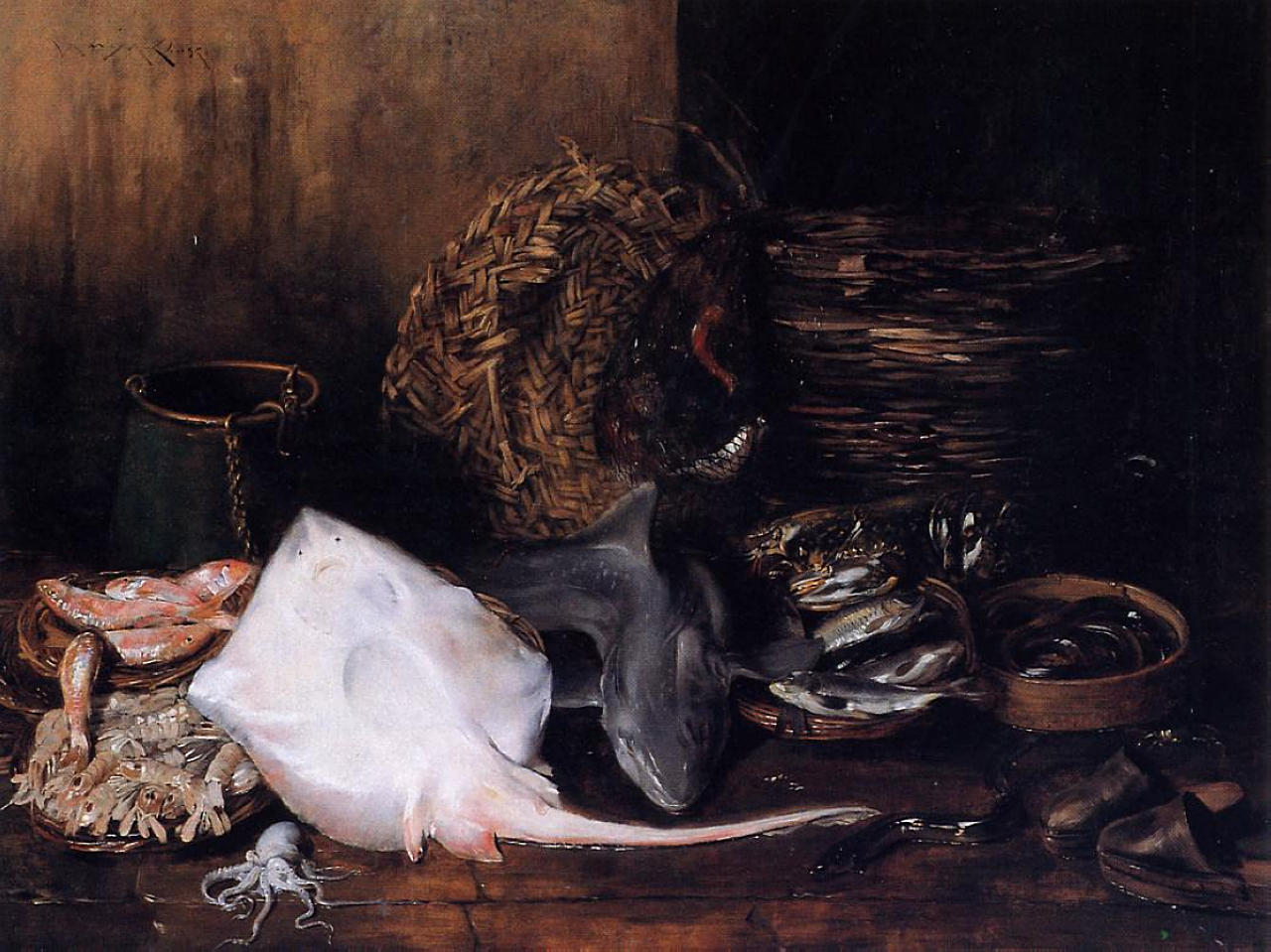
A Fishmarket In Venice (1878)
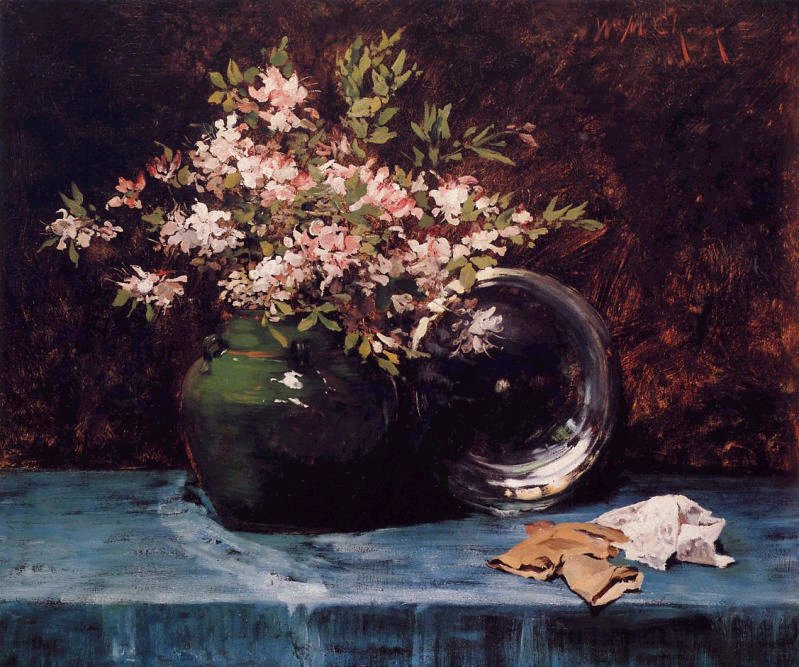
Azaleas (1882)
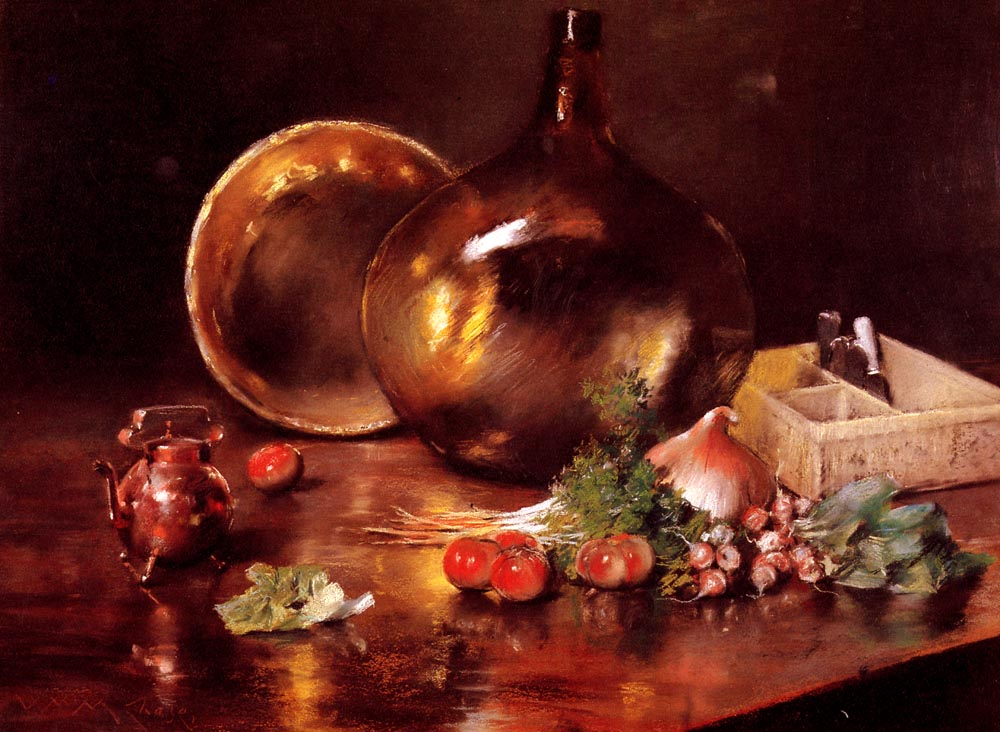
Still Life Brass and Glass (1888)
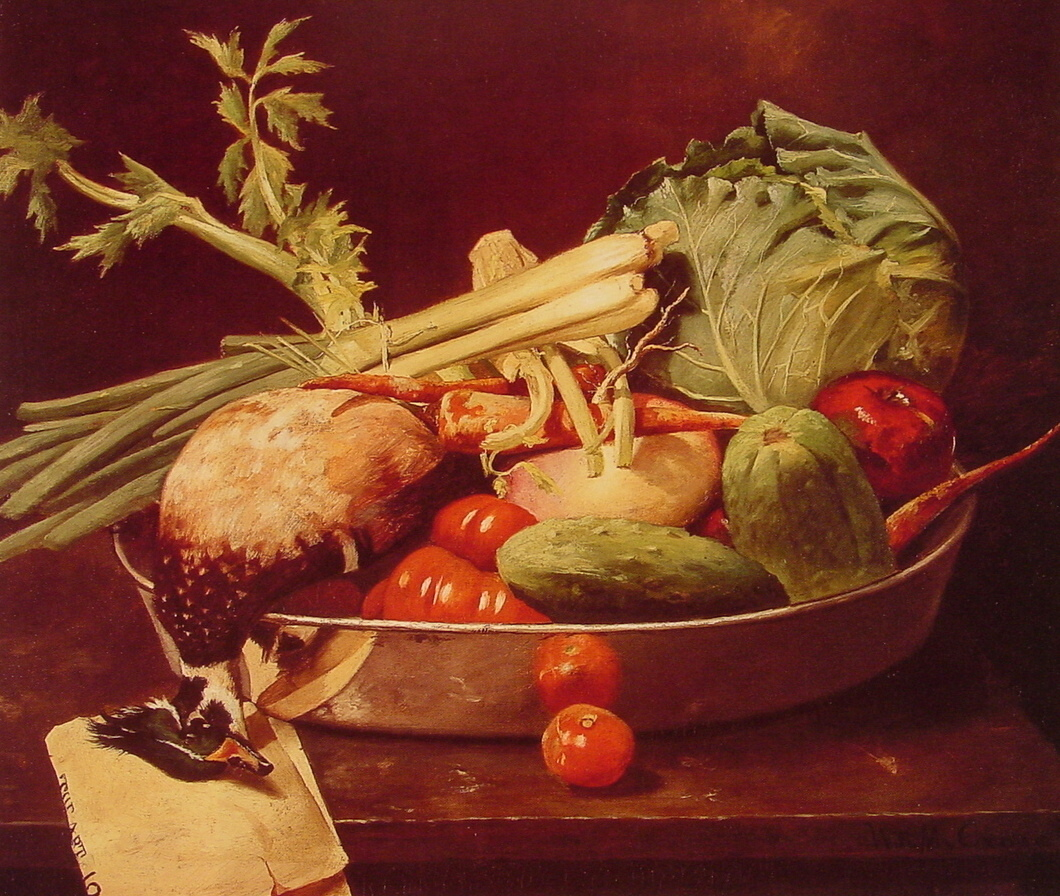
Still Life with Vegetable

### Figures

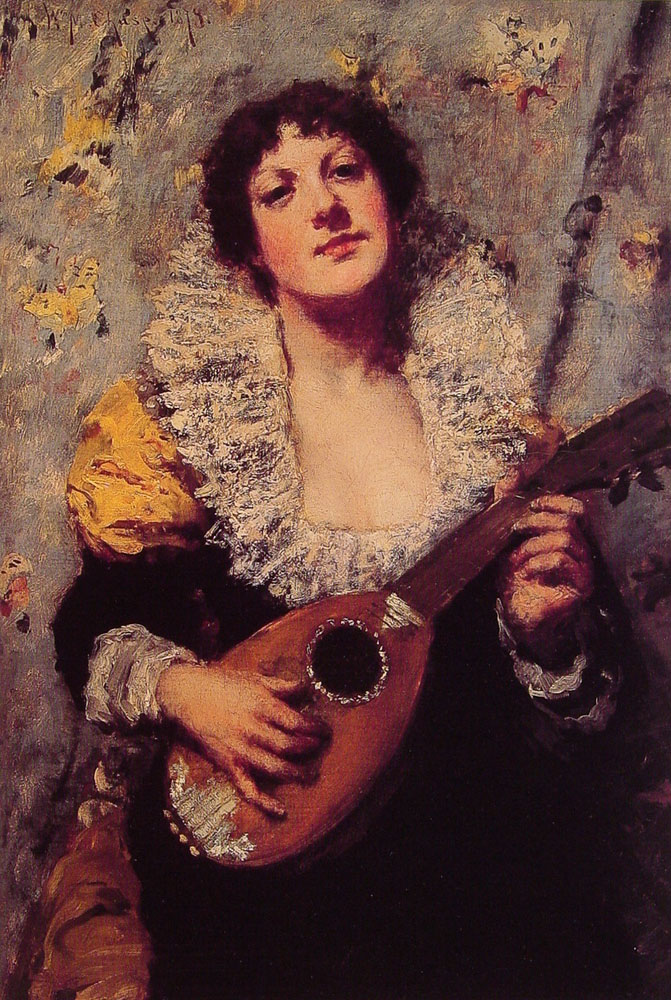
The Mandolin Player (1878)
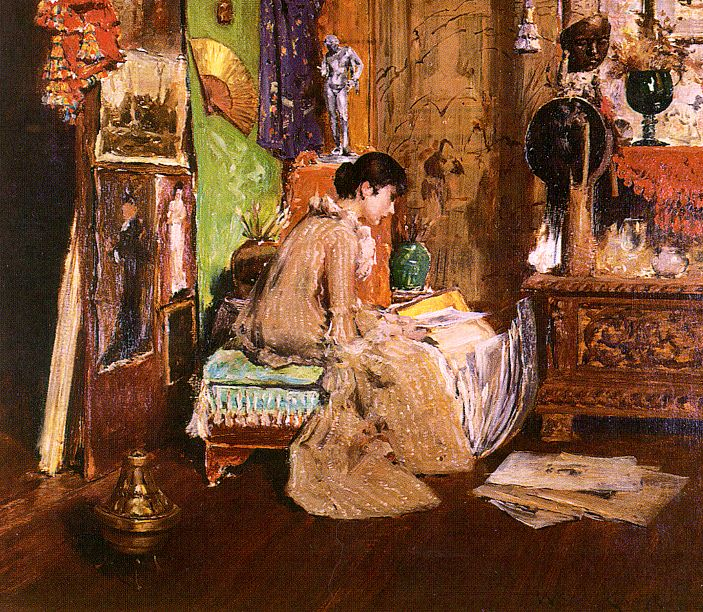
In the Studio Corner (1881)
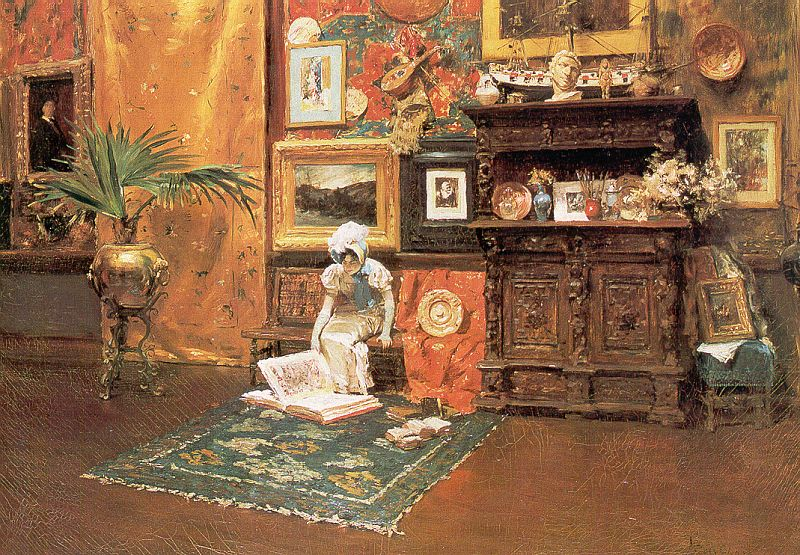
In the Studio (1882)
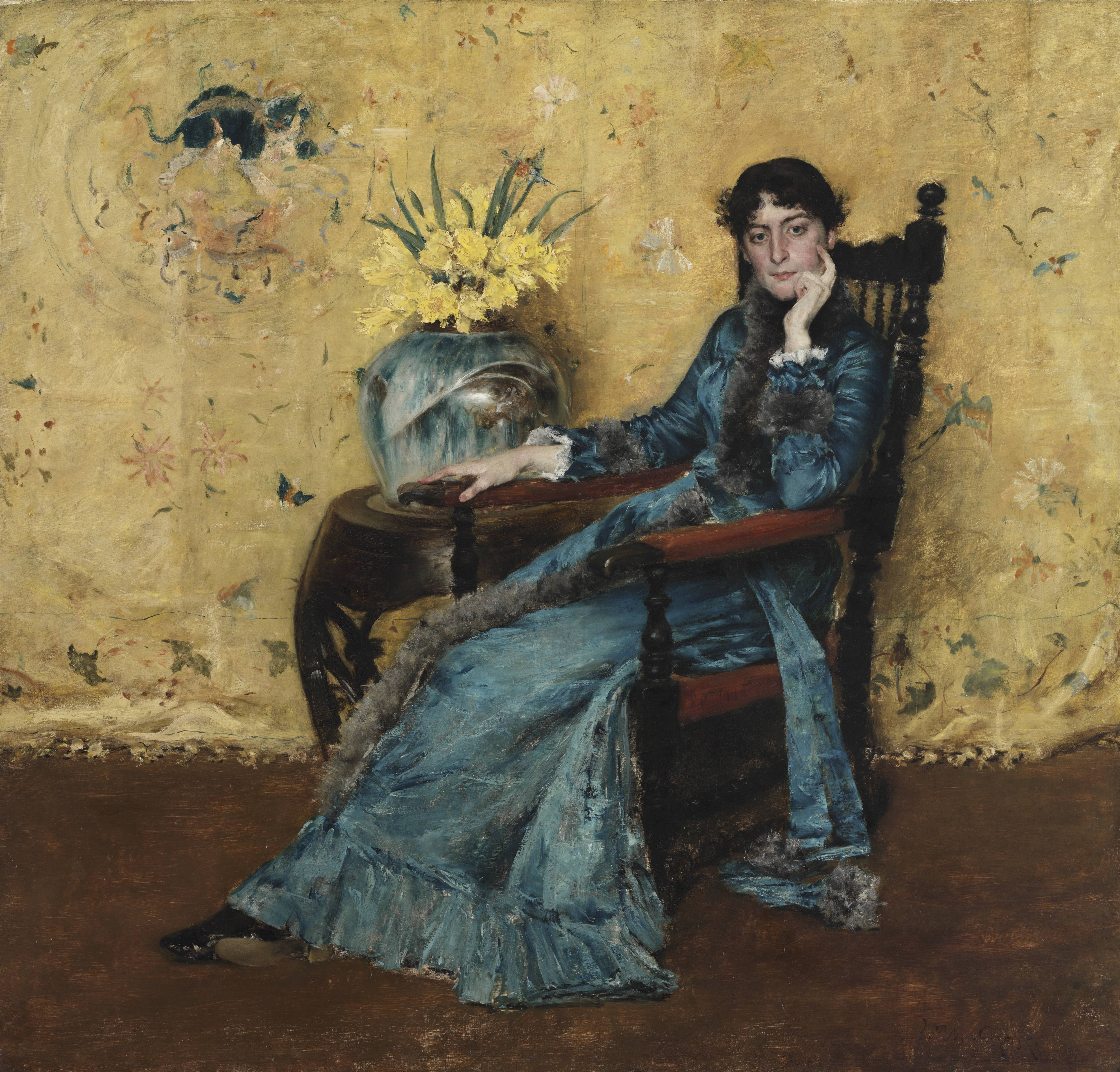
Portrait of Miss Dora Wheeler (1883)
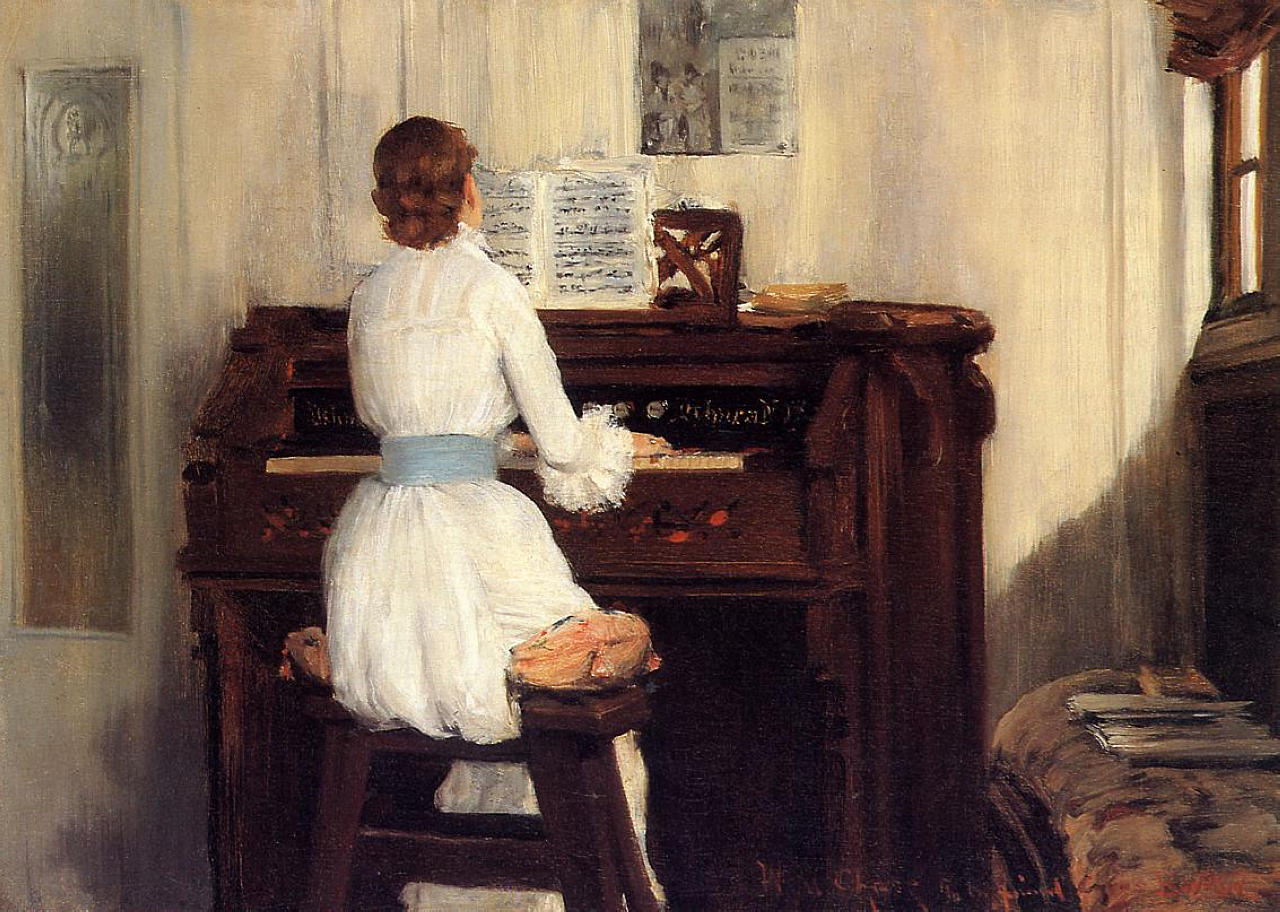
Mrs Meigs At The Piano Organ (1883)
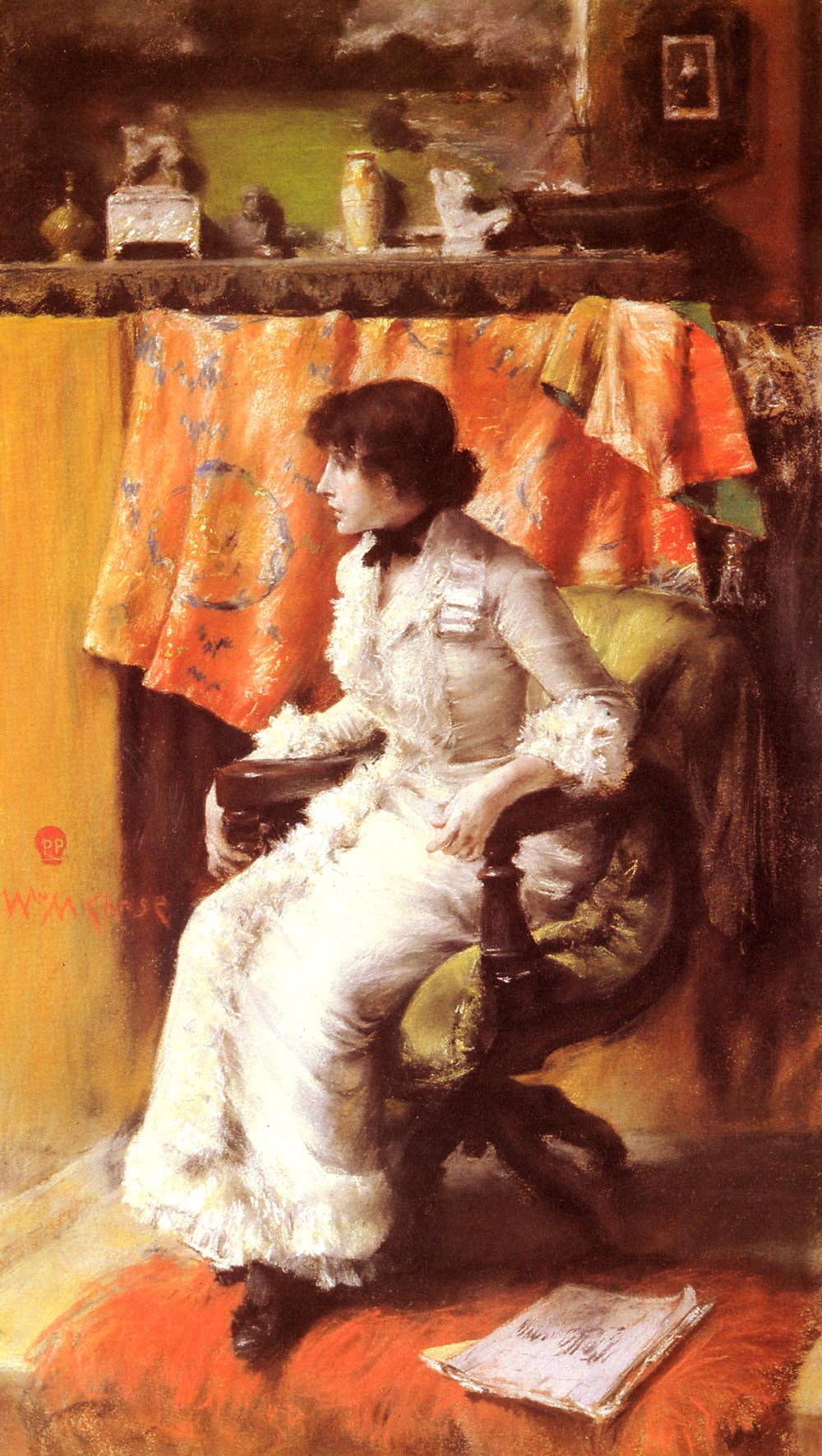
In The Studio (1884)
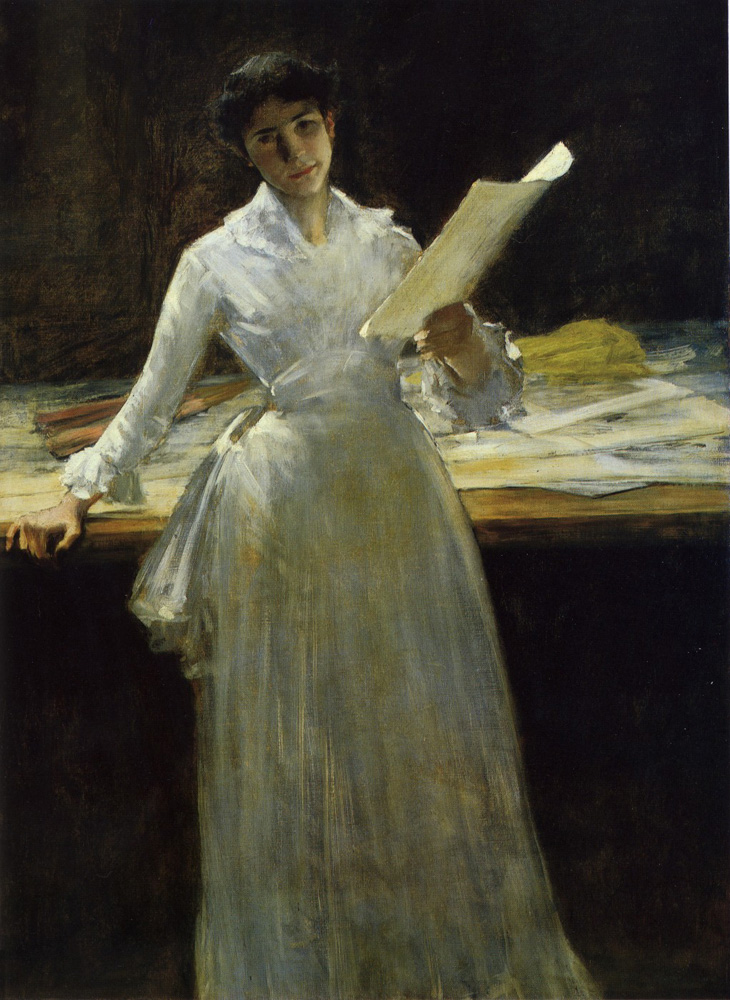
Memories (1885)
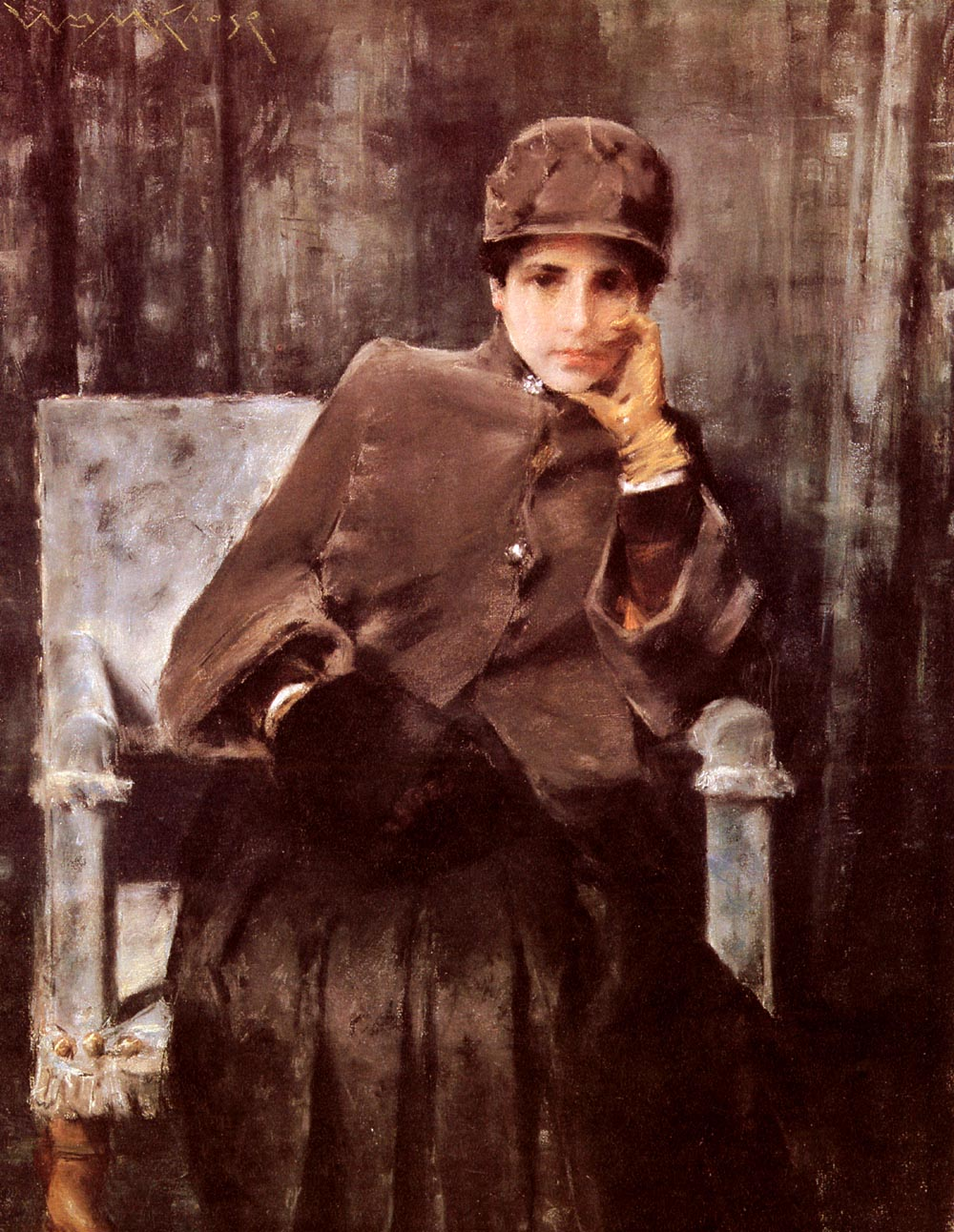
Meditation (1885)
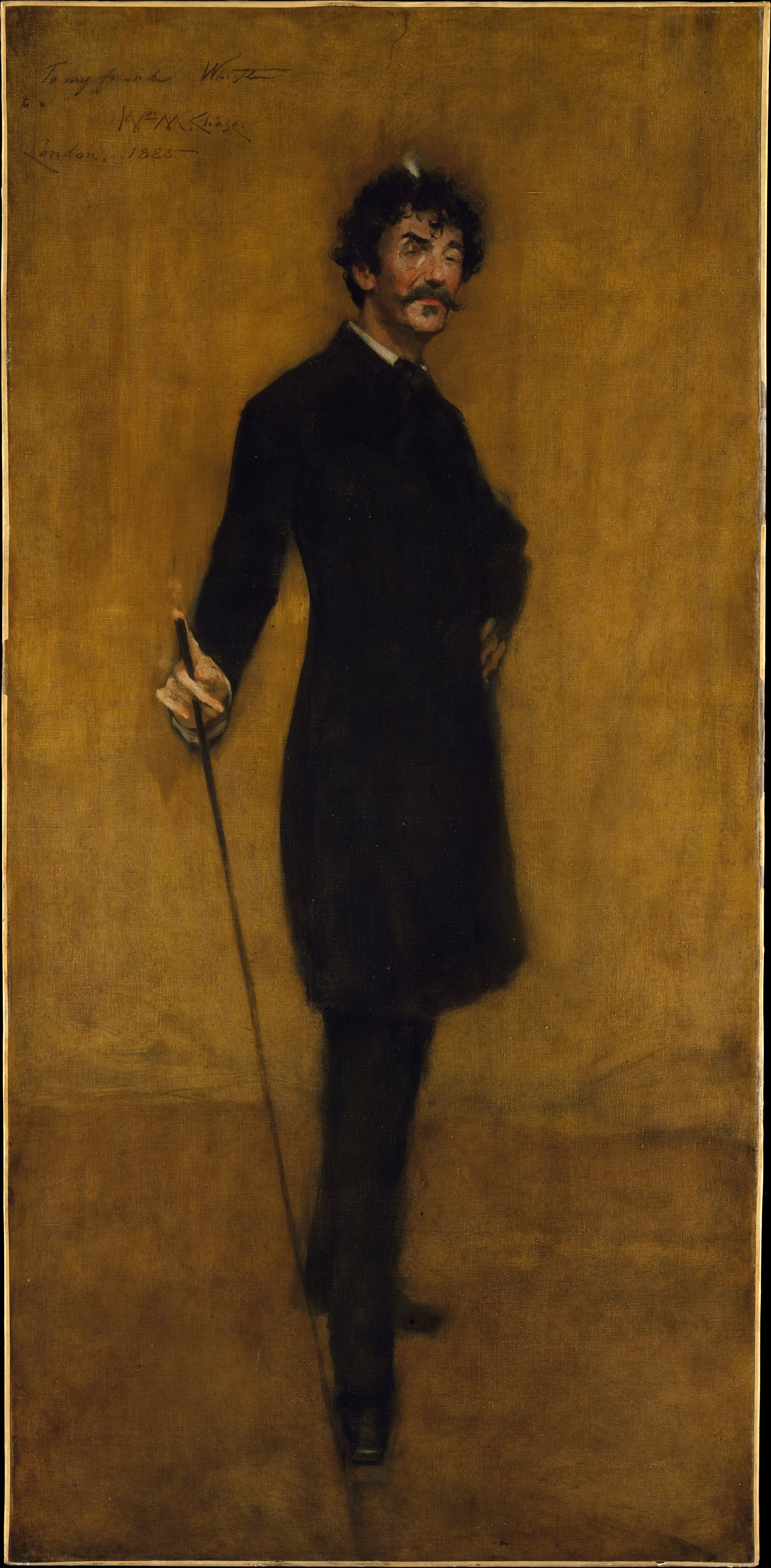
James Abbott McNeill Whistler (1885)
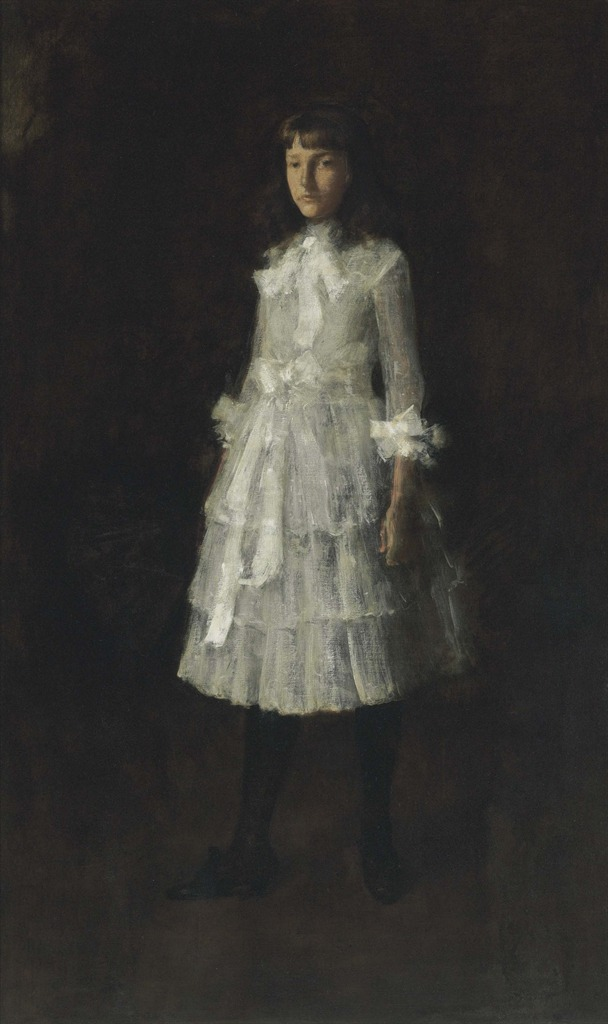
Hattie (1886)
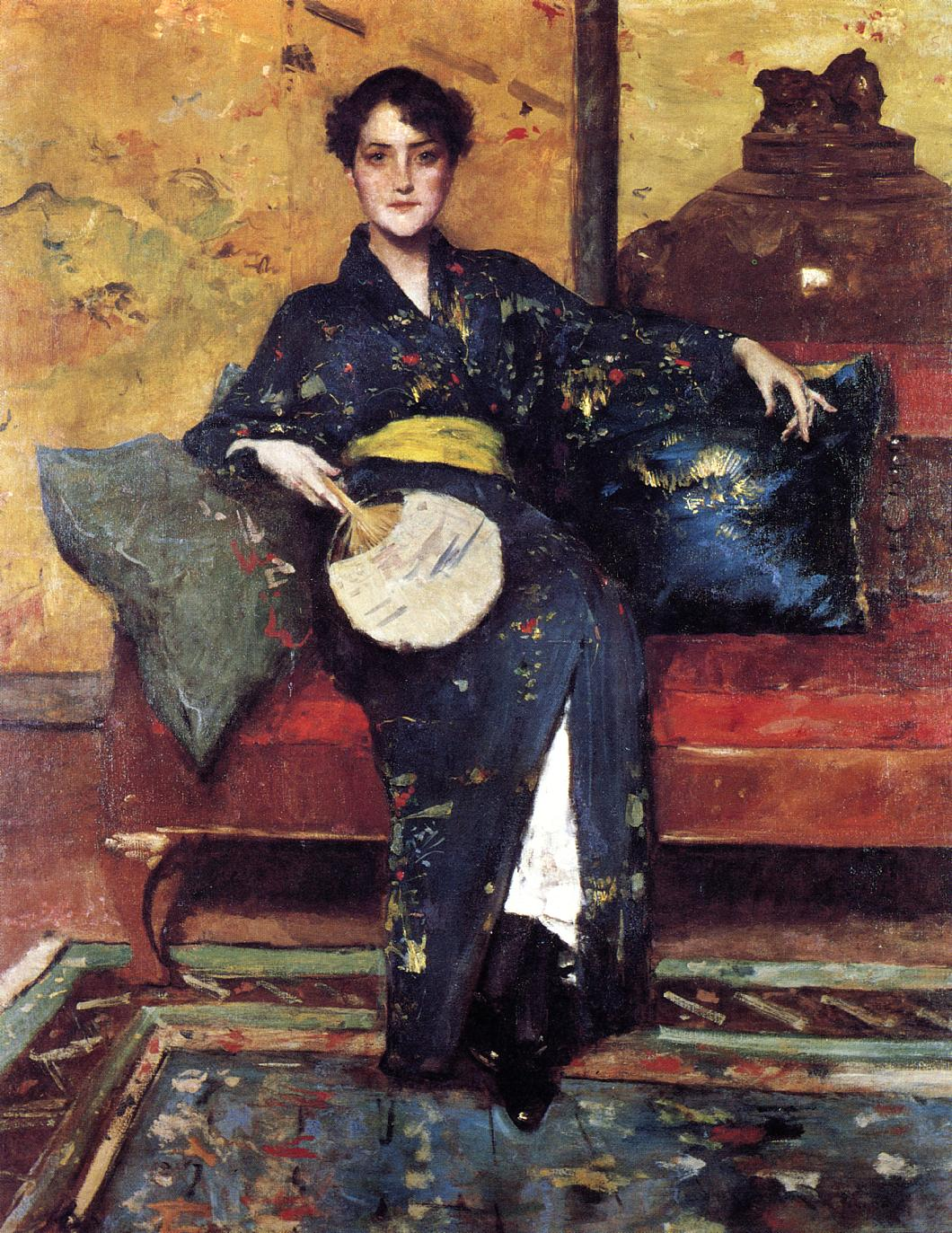
The Blue Kimono (1888)
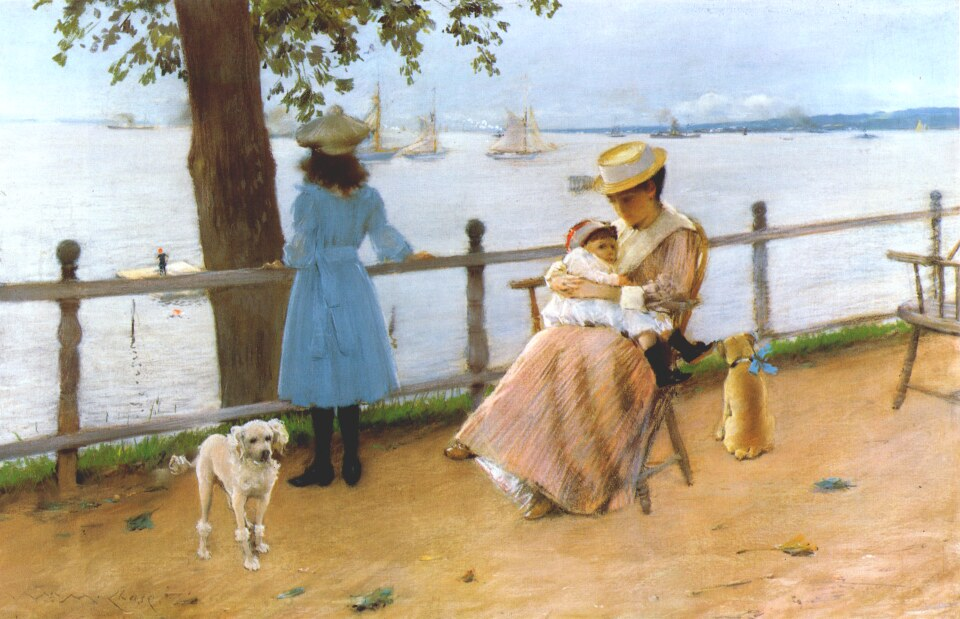
Gravesend Bay (c. 1888)
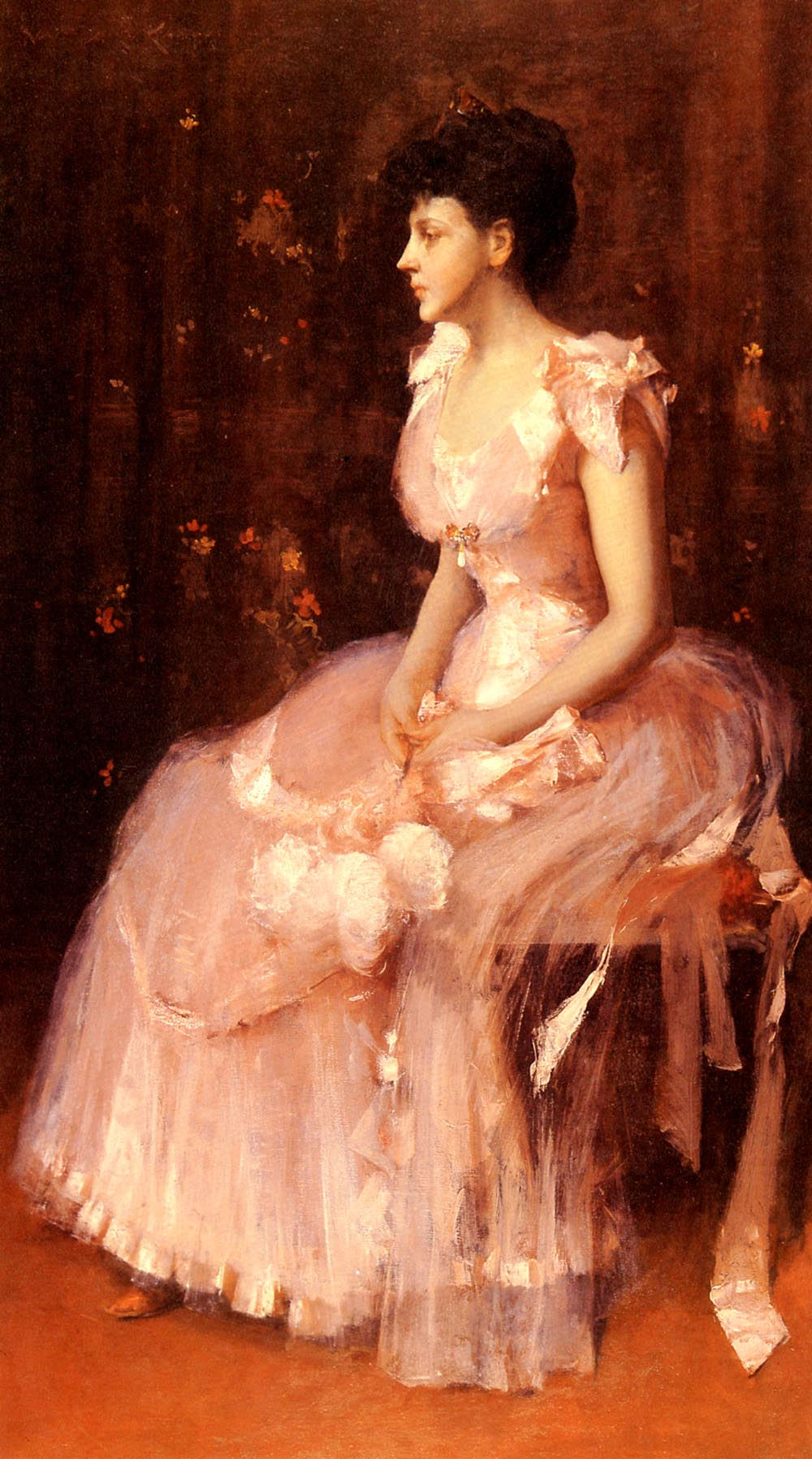
Portrait Of A Lady In Pink (1888)
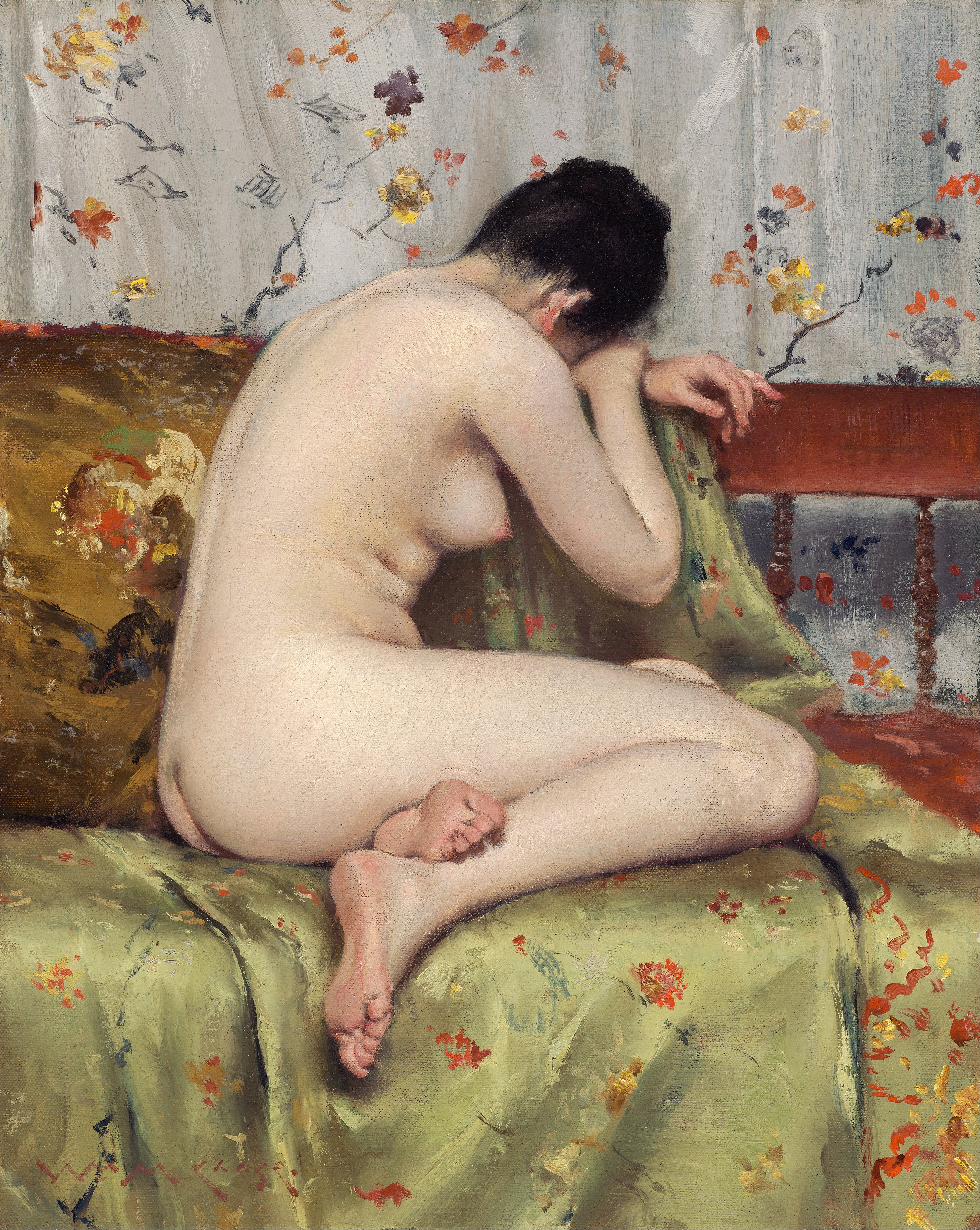
Modern Magdalen (1888)
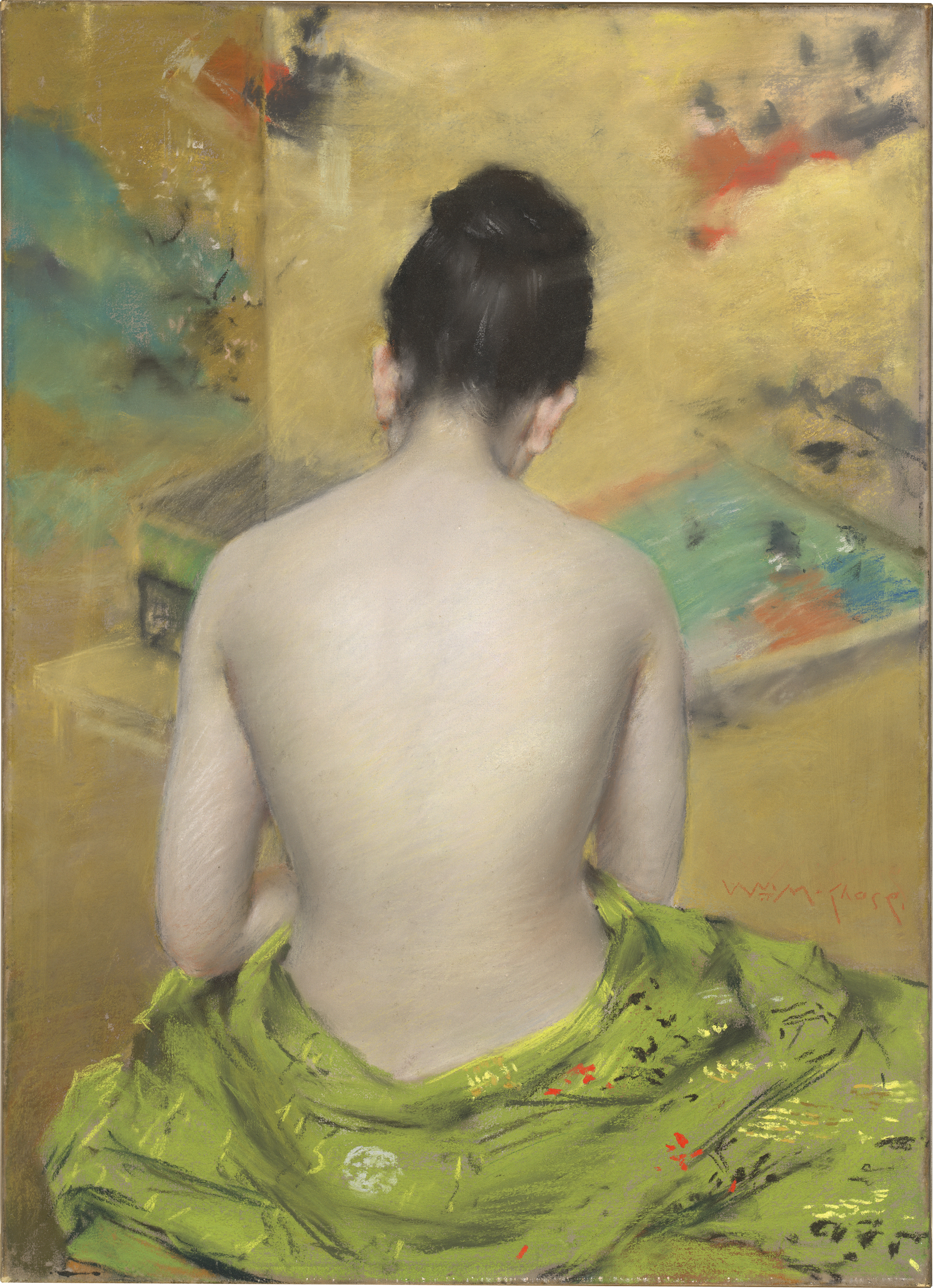
Back Of A Nude (1888)
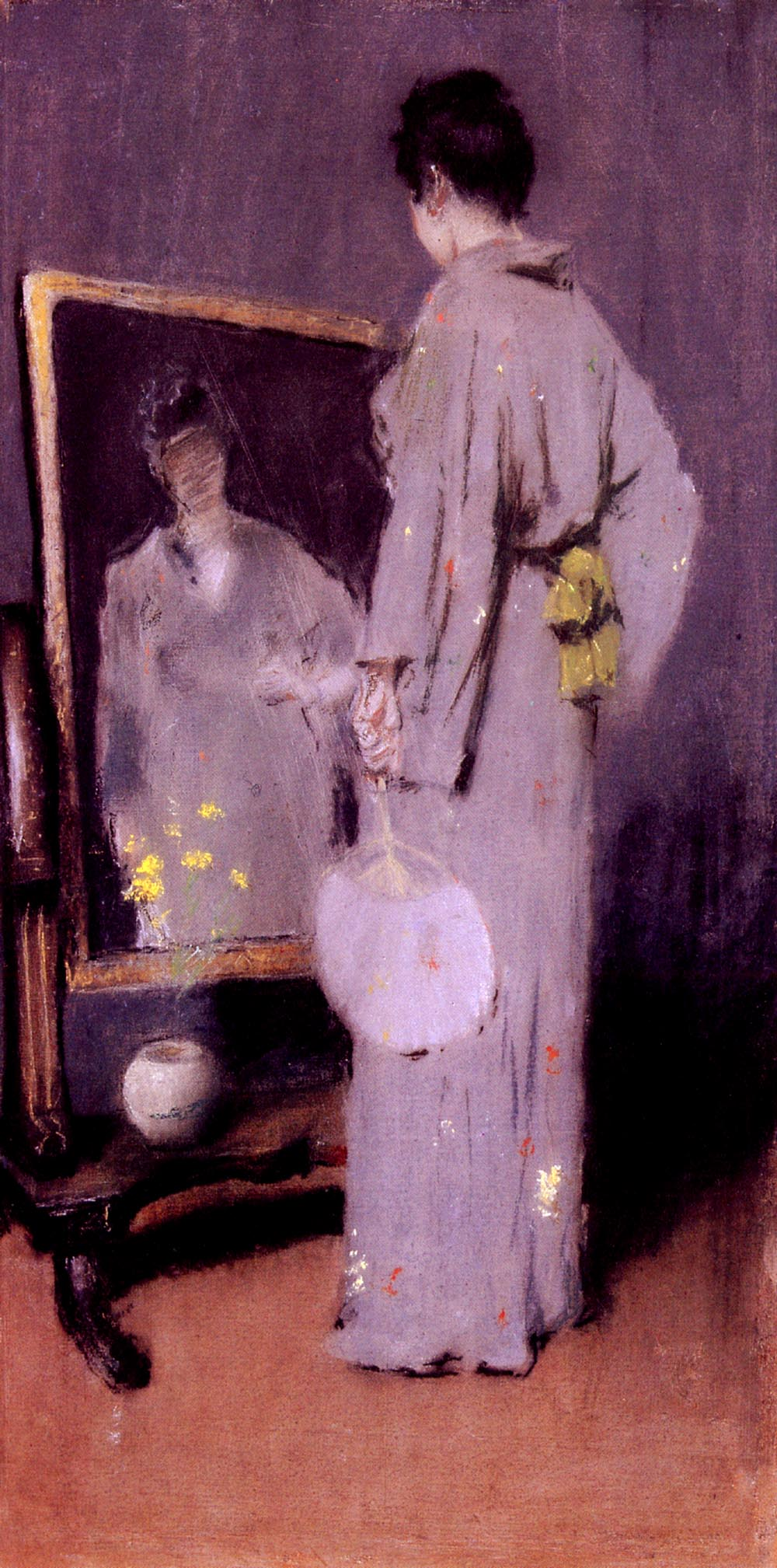
Making Her Toilet (1889)
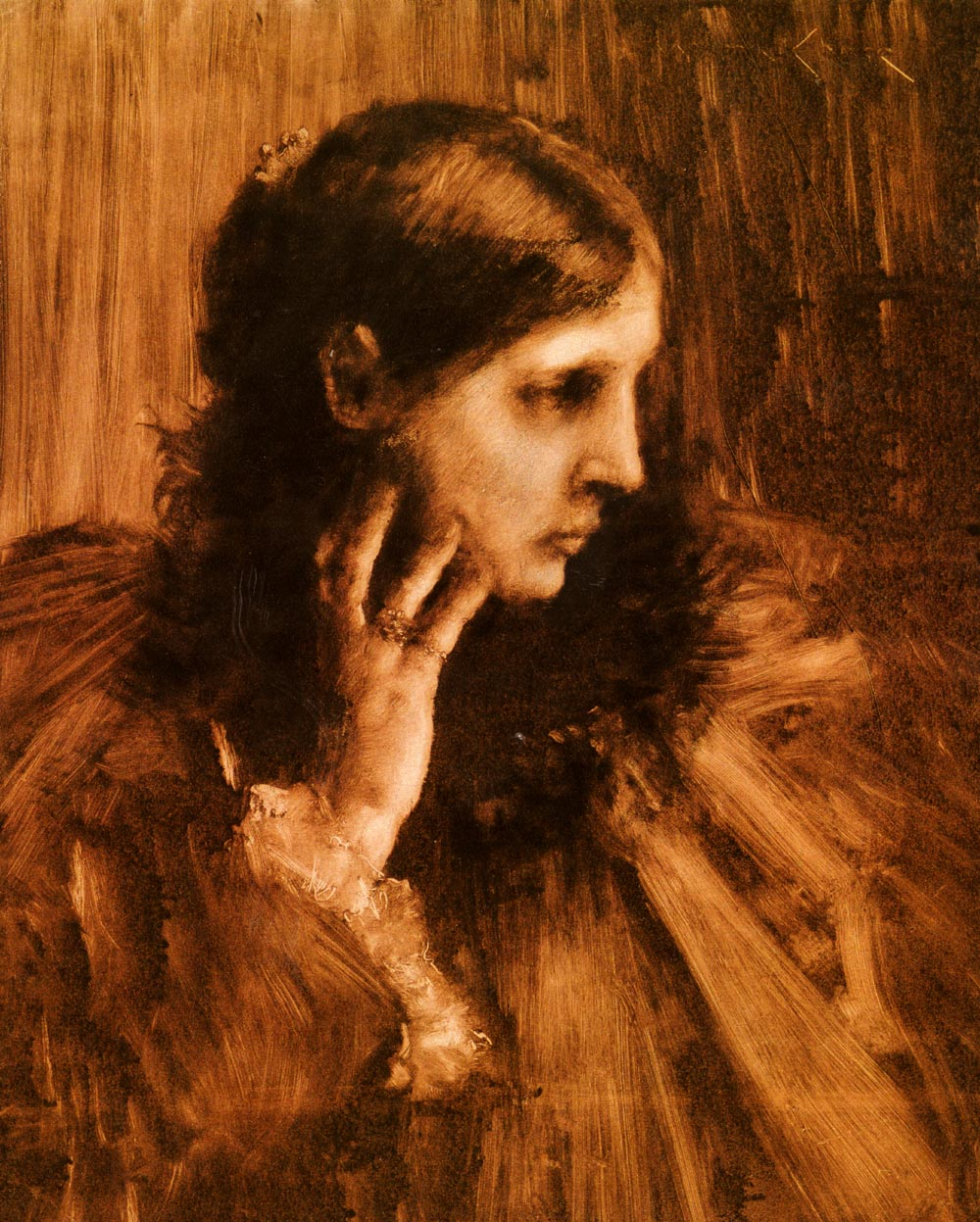
Reverie (1890)
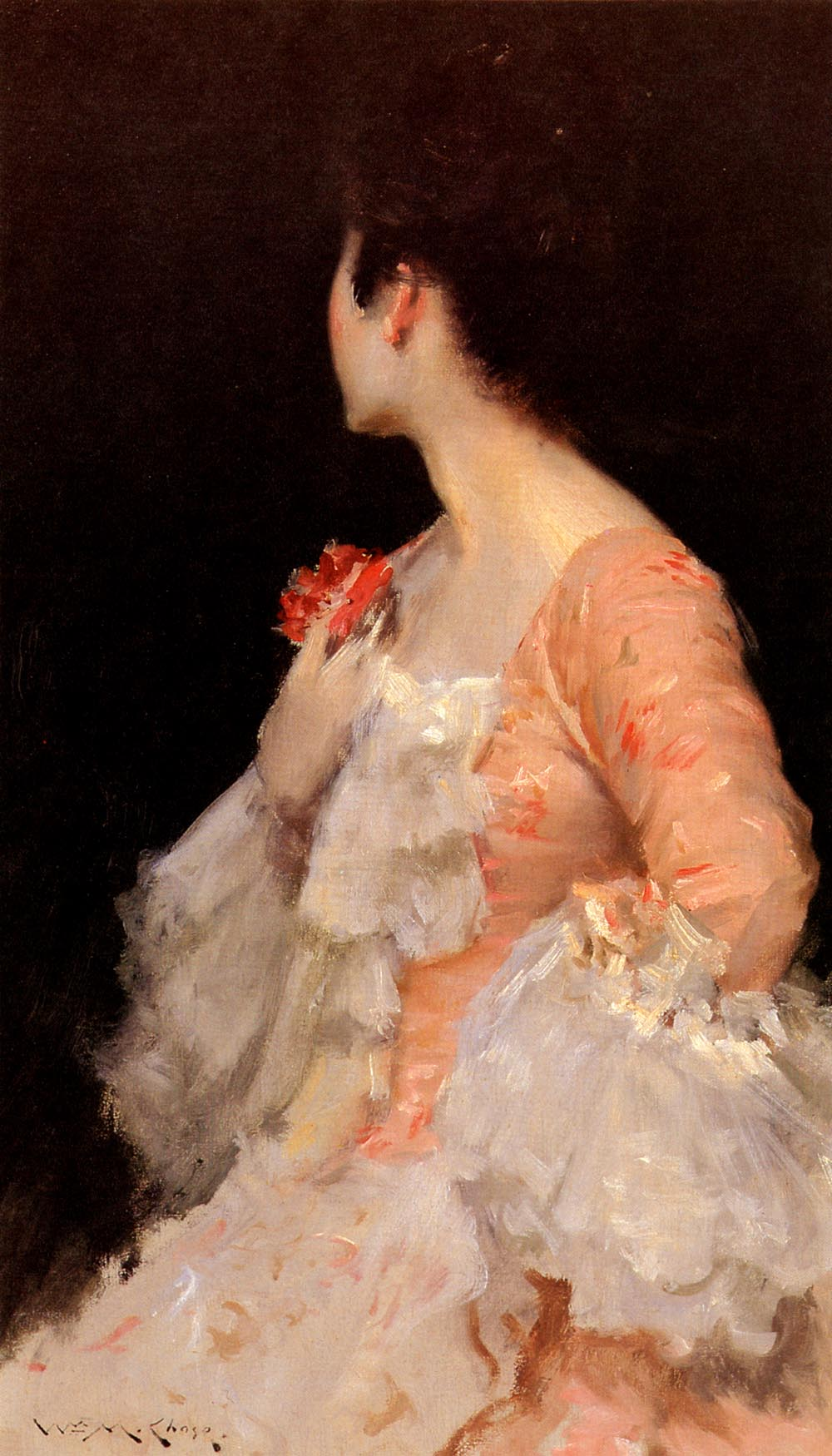
Portrait Of A Lady (1890)
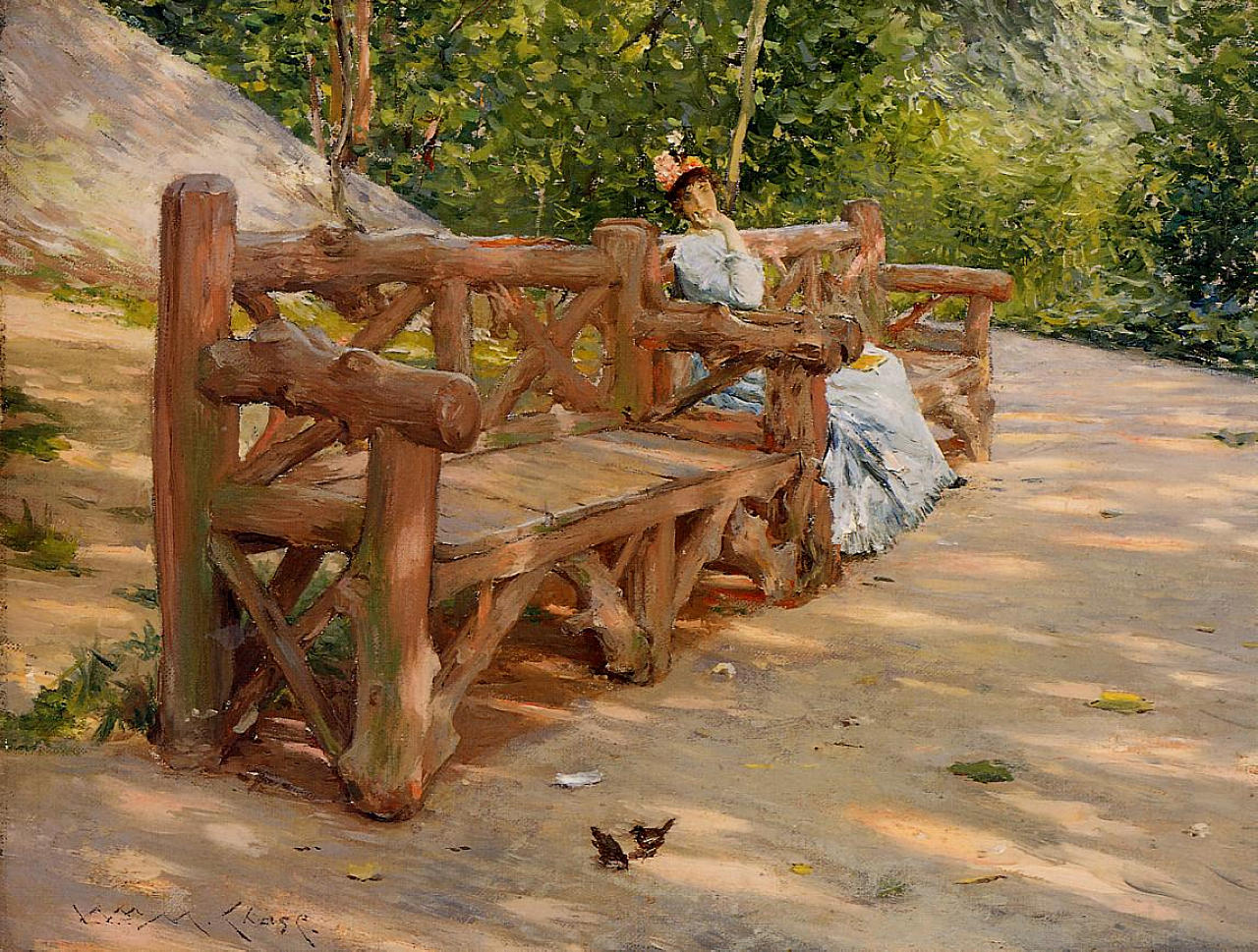
Park Bench (1890)
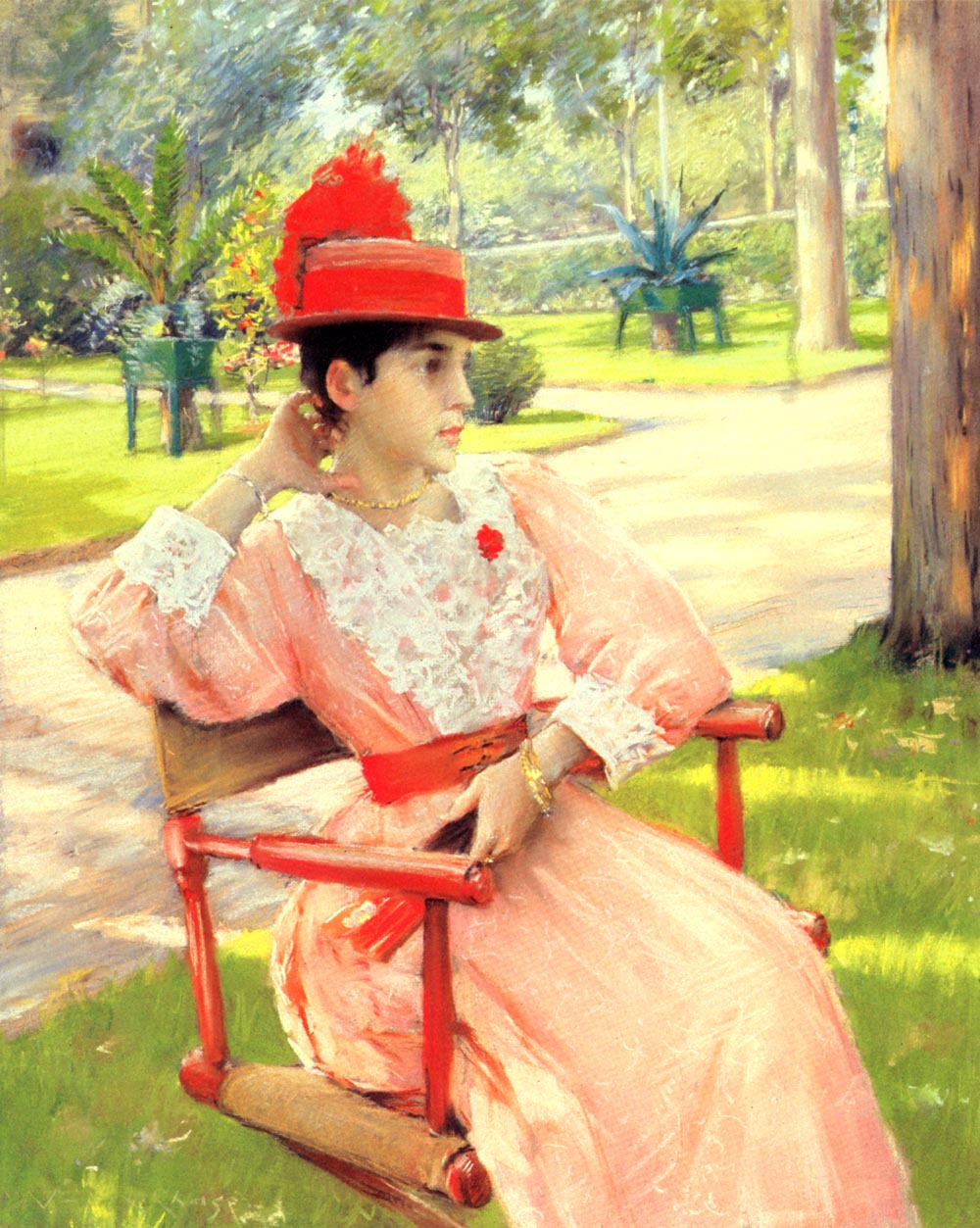
Afternoon In The Park (1890)
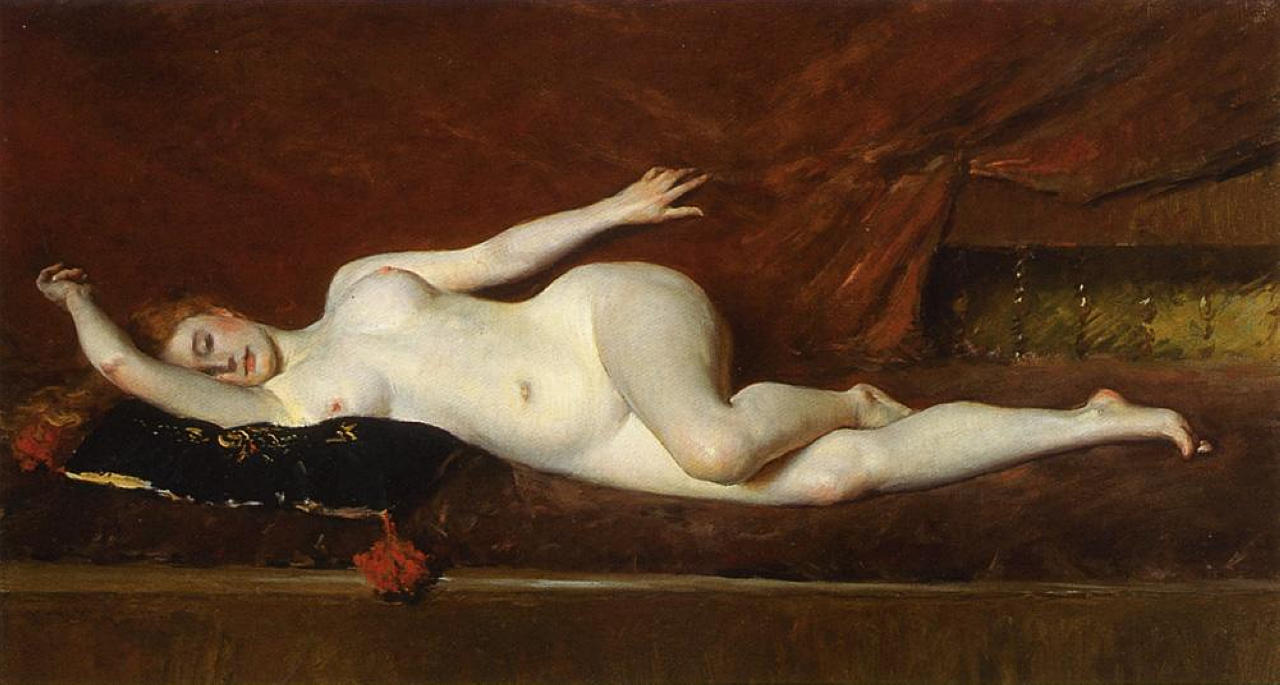
A Study In Curves (1890)
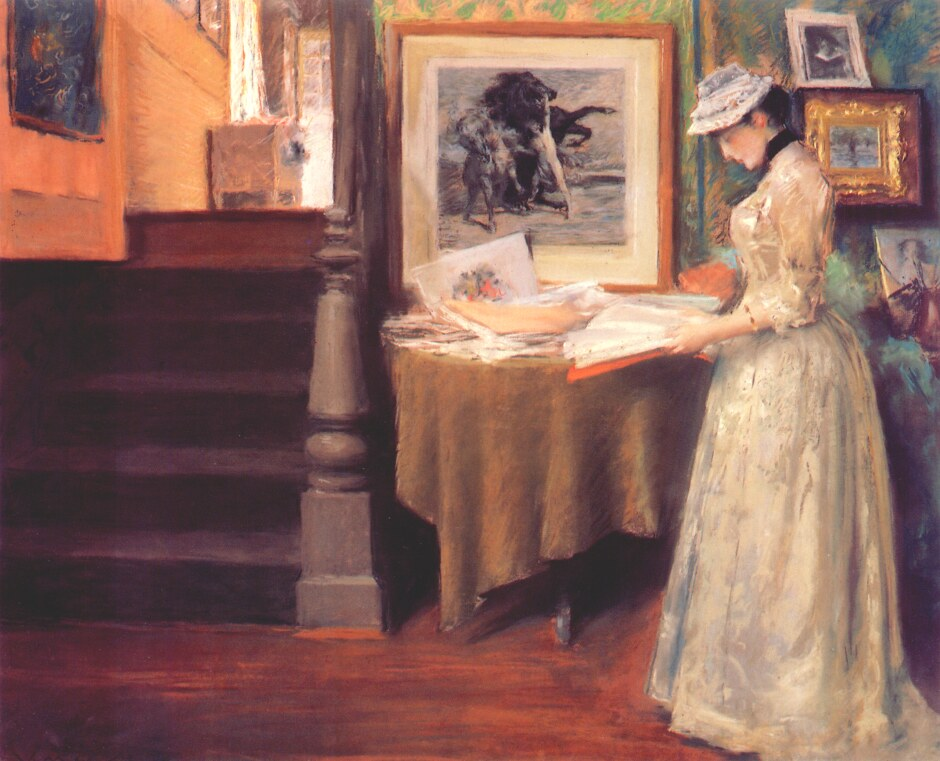
In The Studio (c. 1892-3)
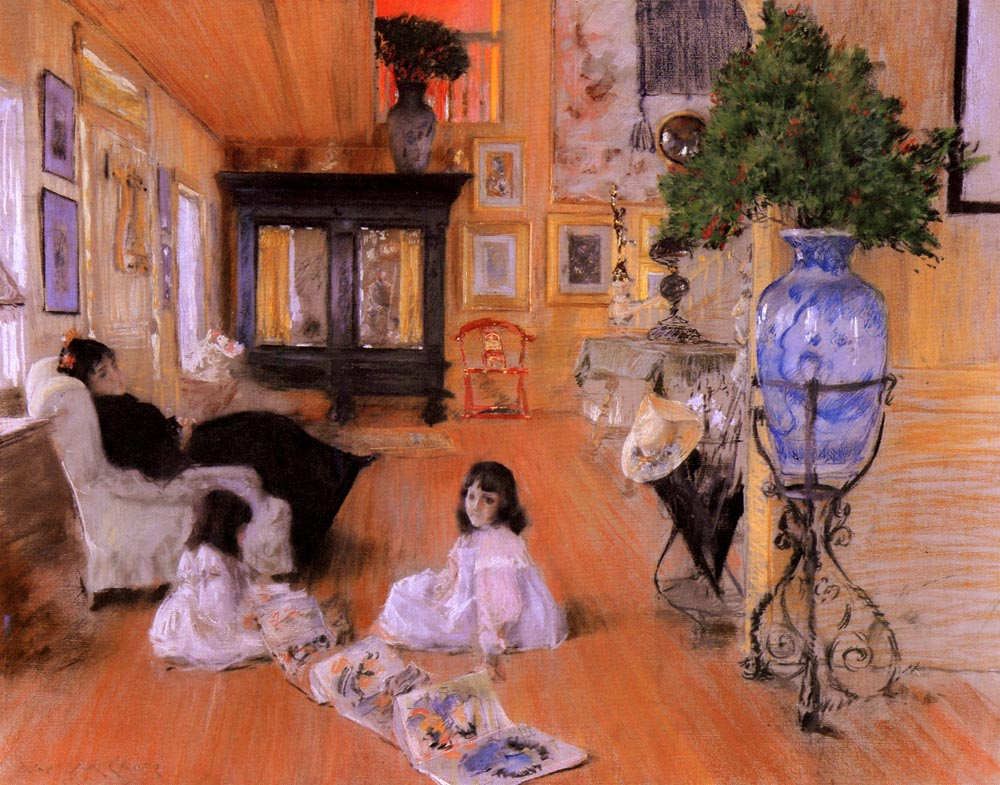
Hall At Shinnecock (1893)
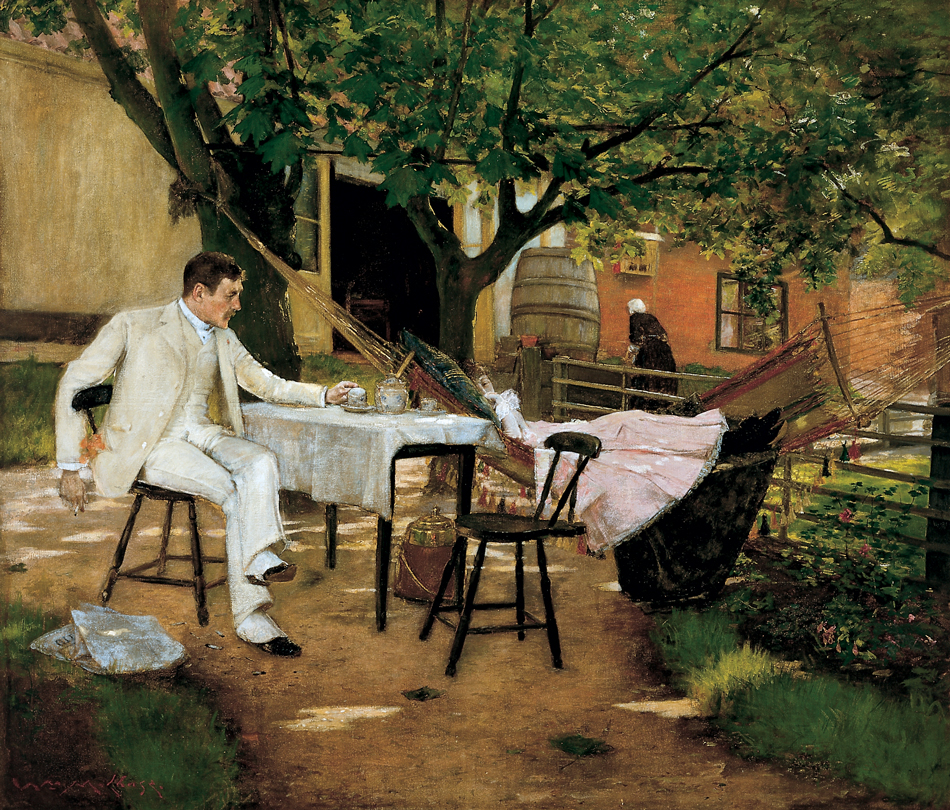
Sunlight and Shadow (1884)
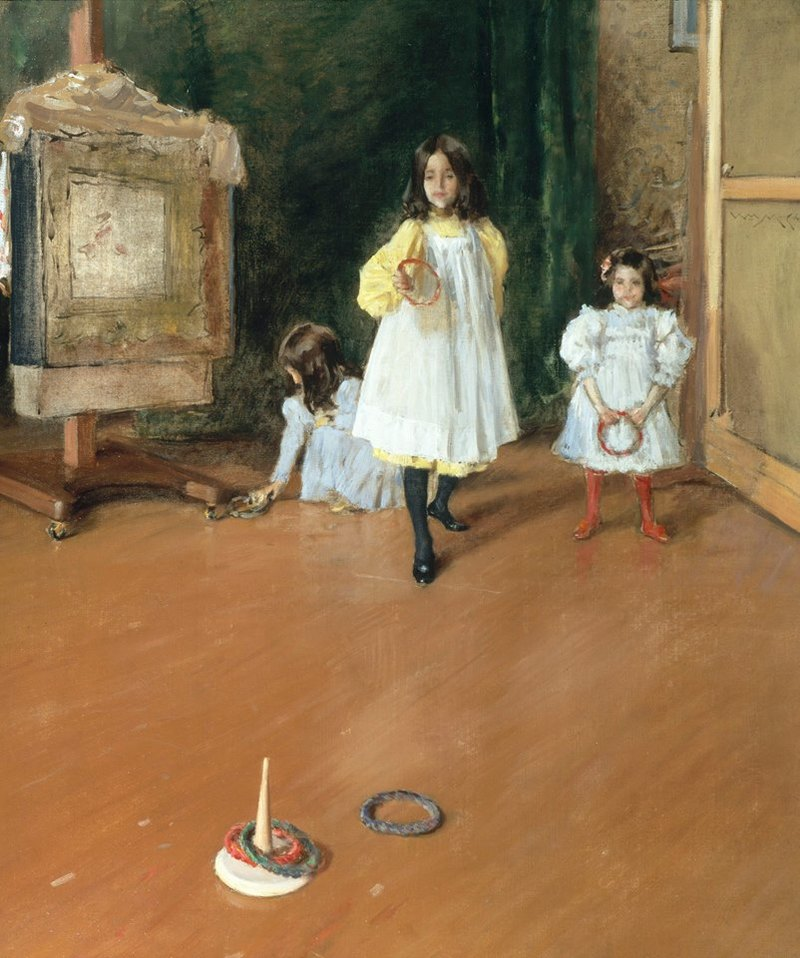
Ring Toss (1896)
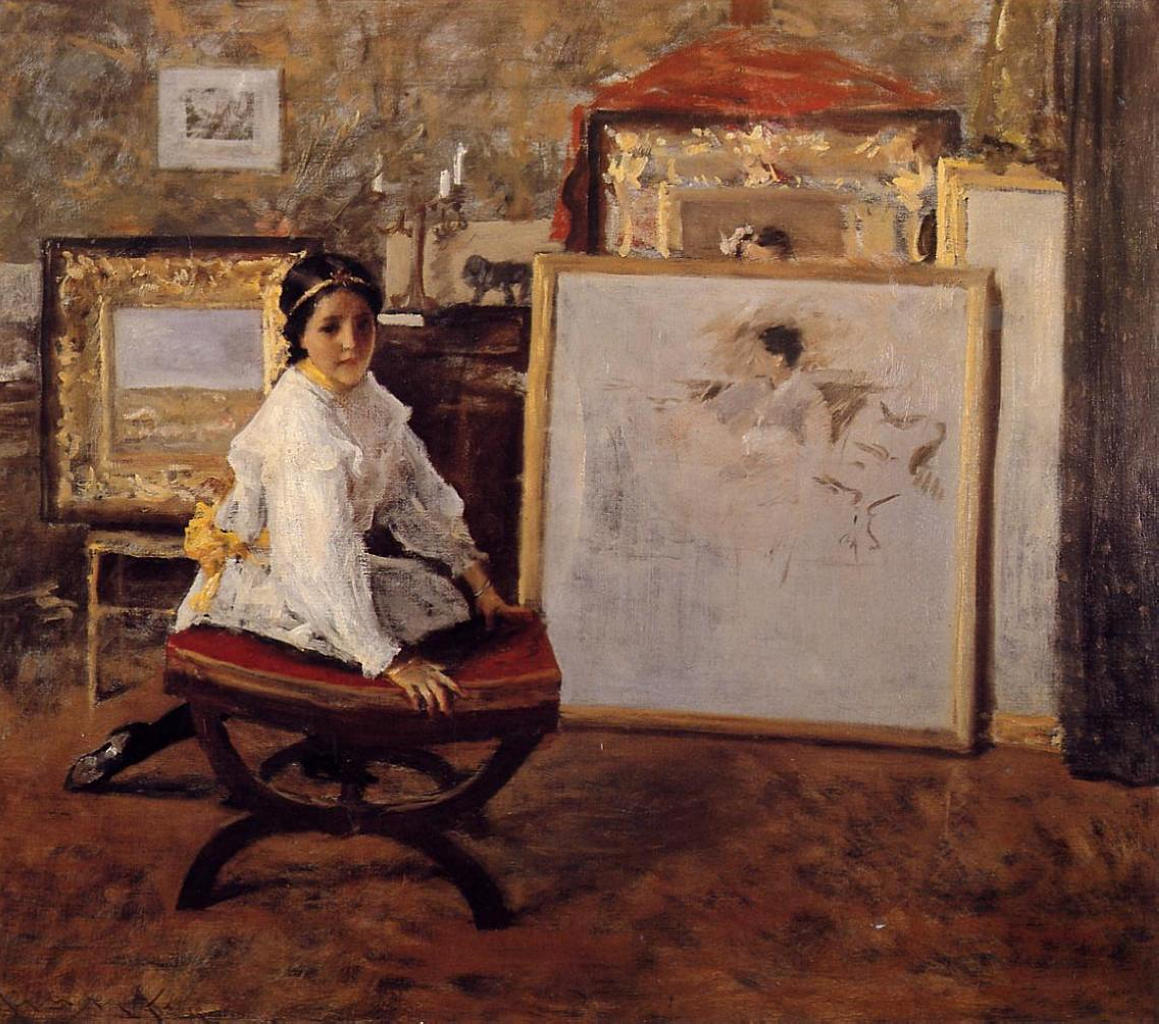
Did You Speak To Me (1897)
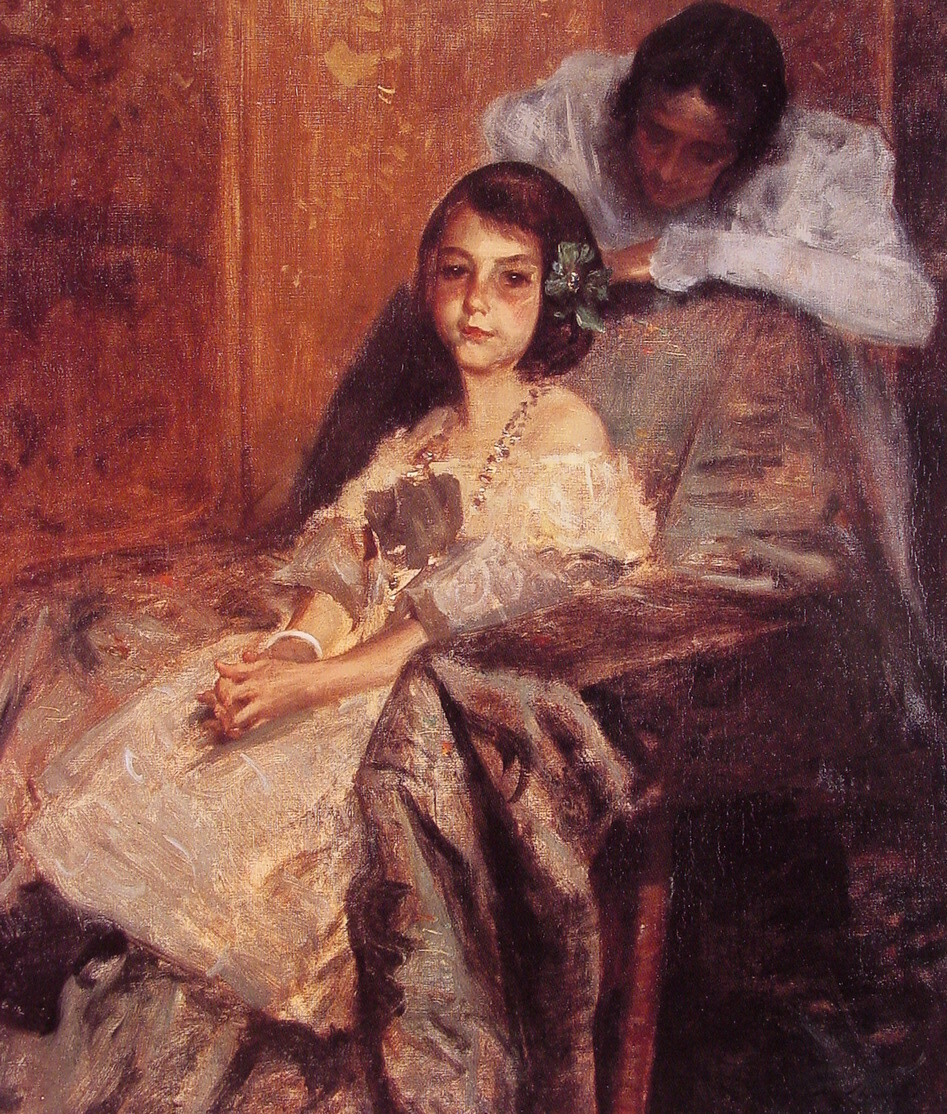
Dorothy and Her Sister (1901)
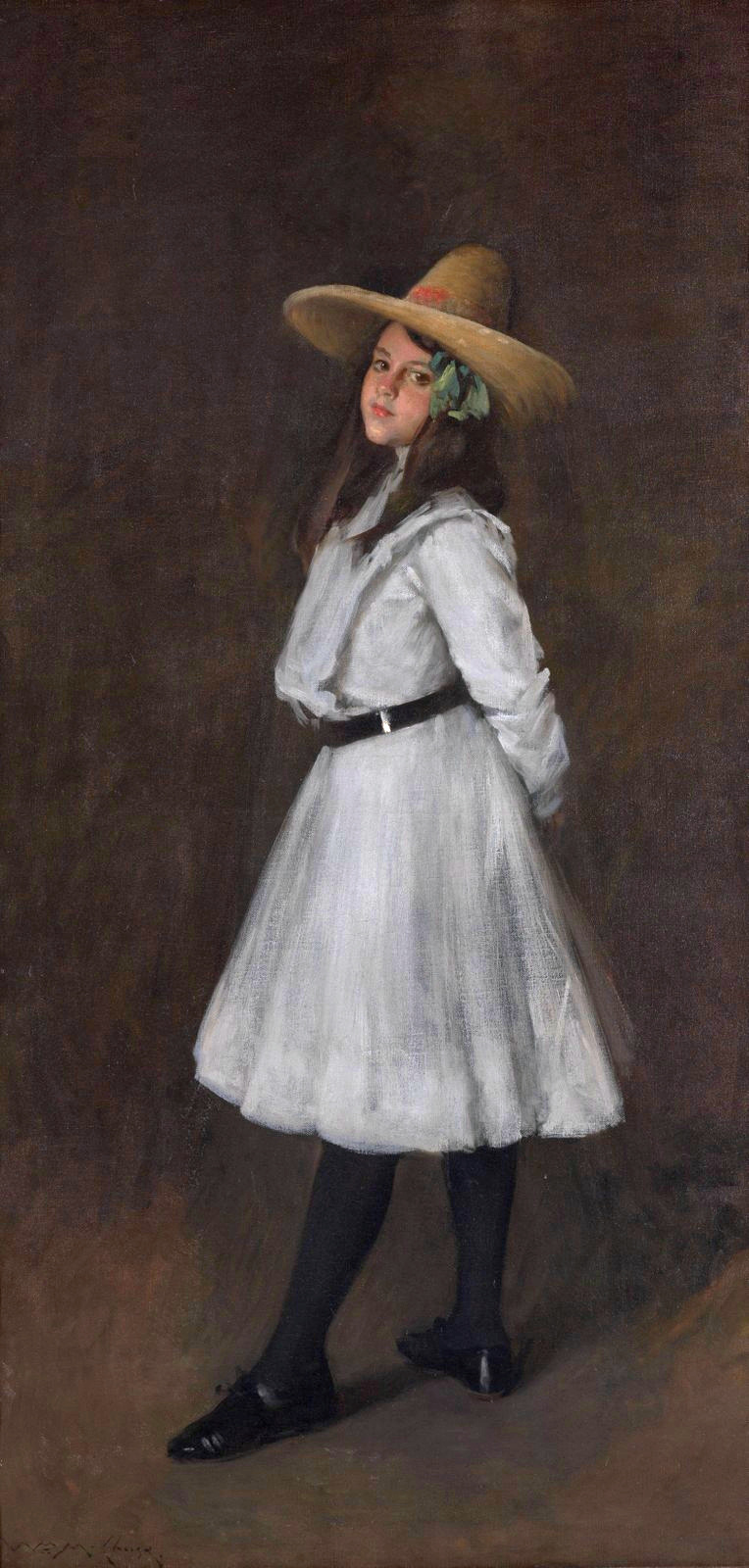
Dorothy (1902)
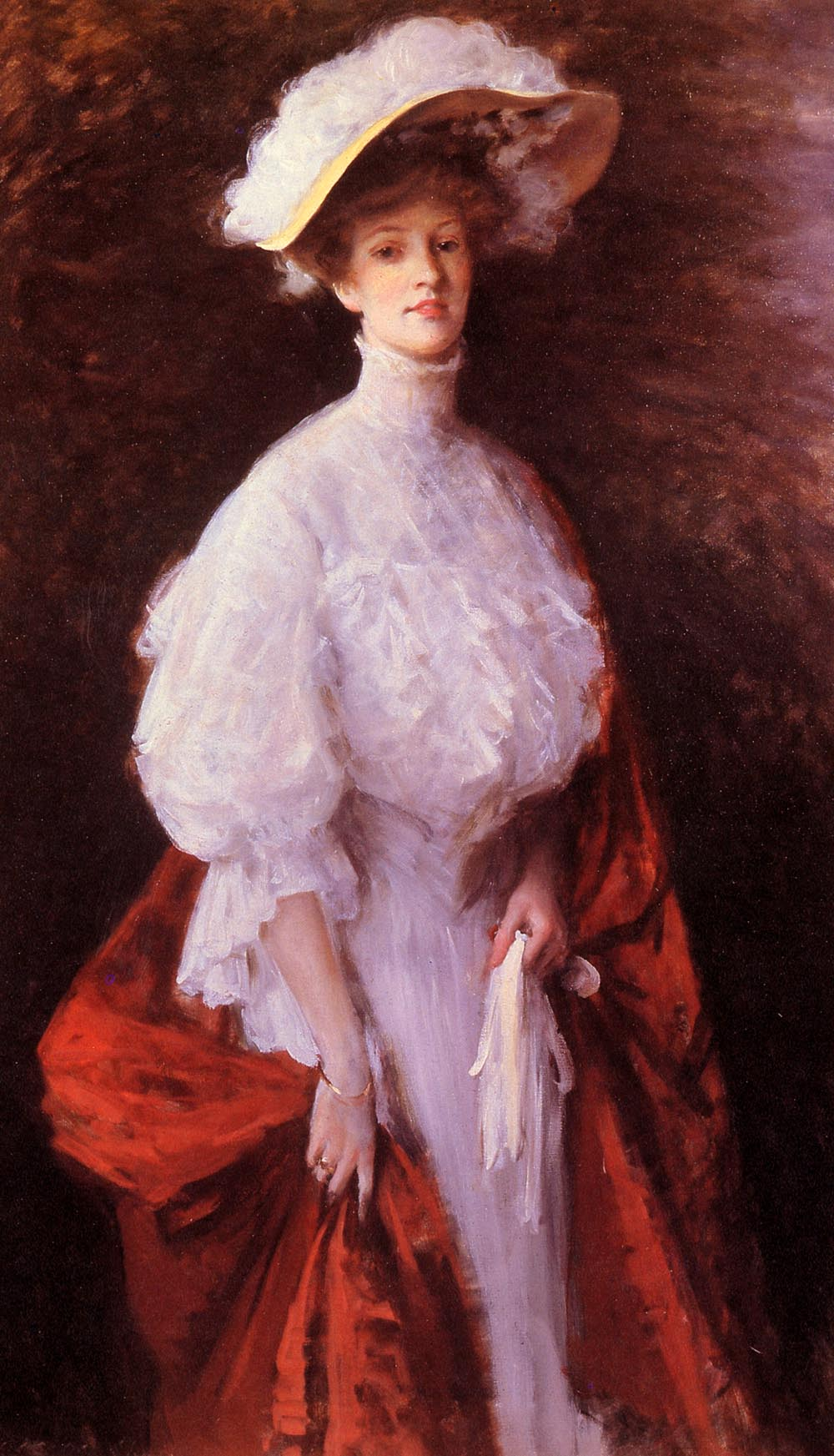
Portrait of Miss Frances (1905)
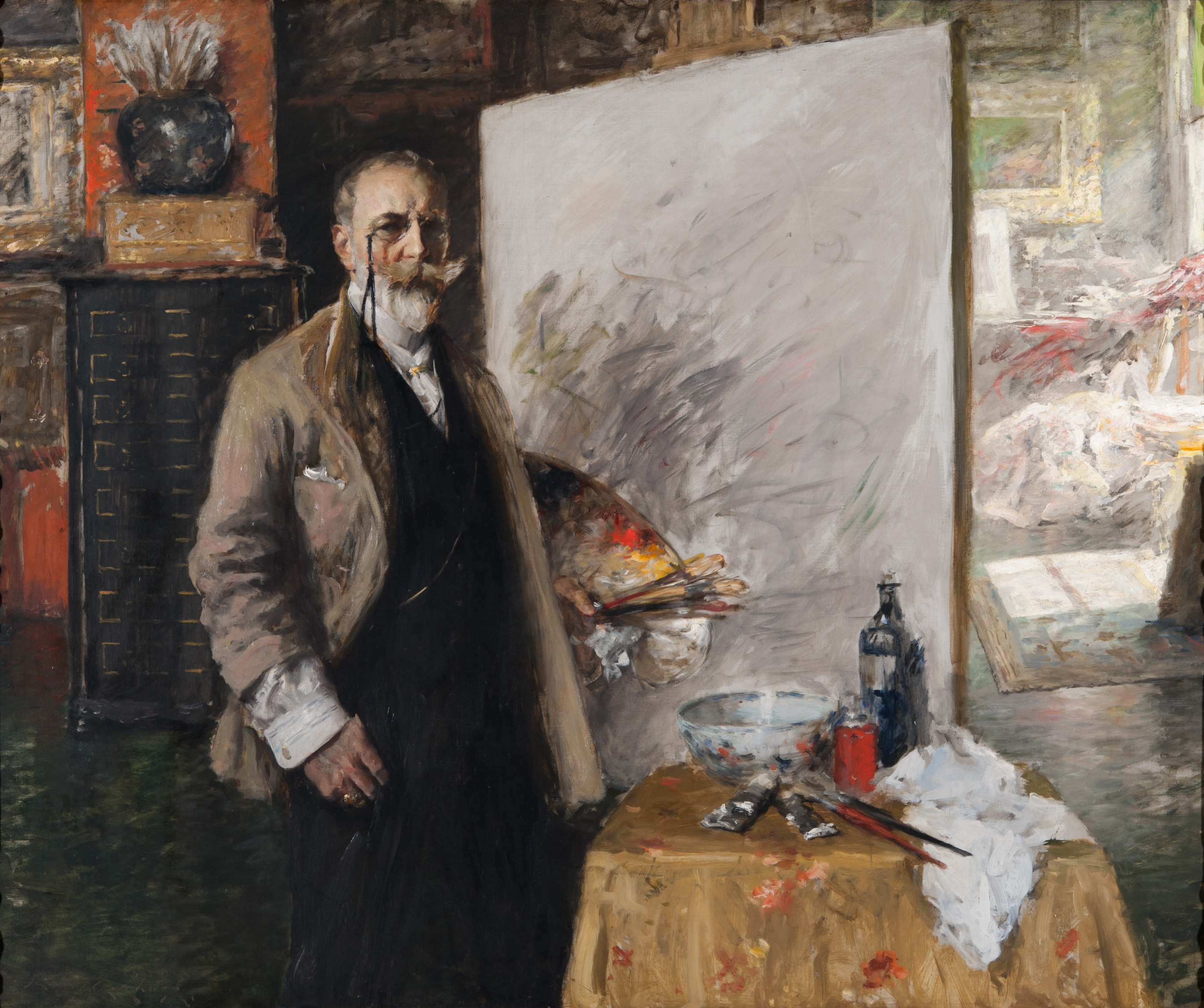
Self Portrait (1915)
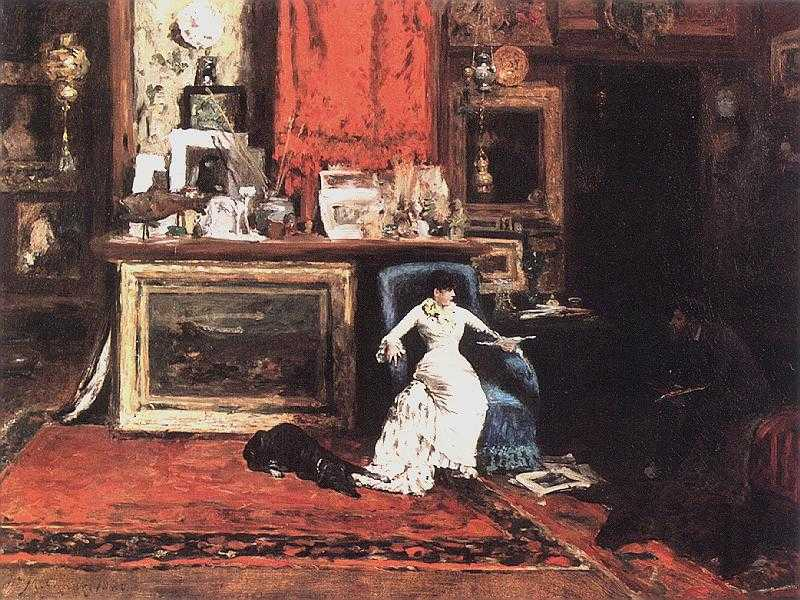
The Tenth Street Studio
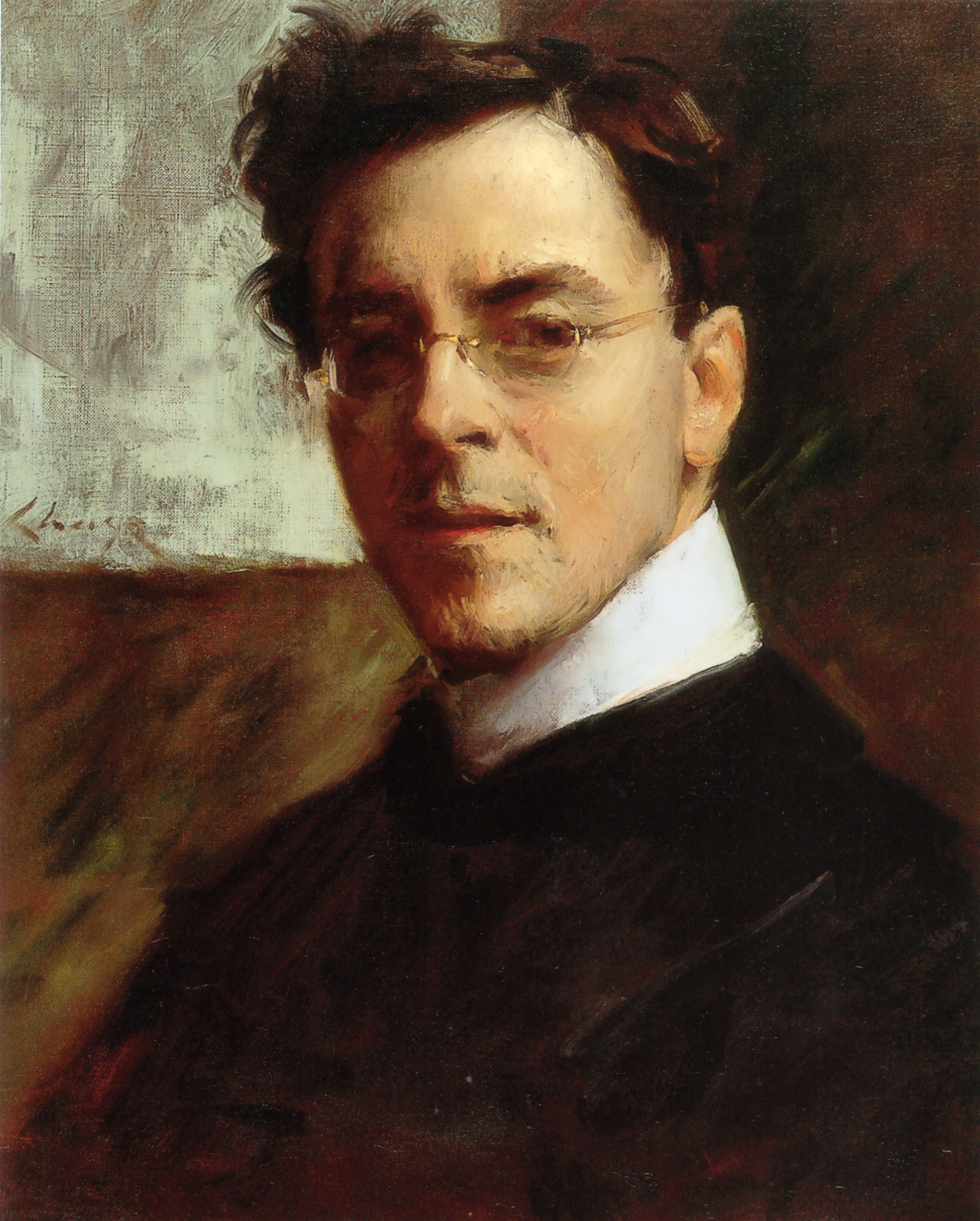
Portrait of Louis Betts

### Paysages

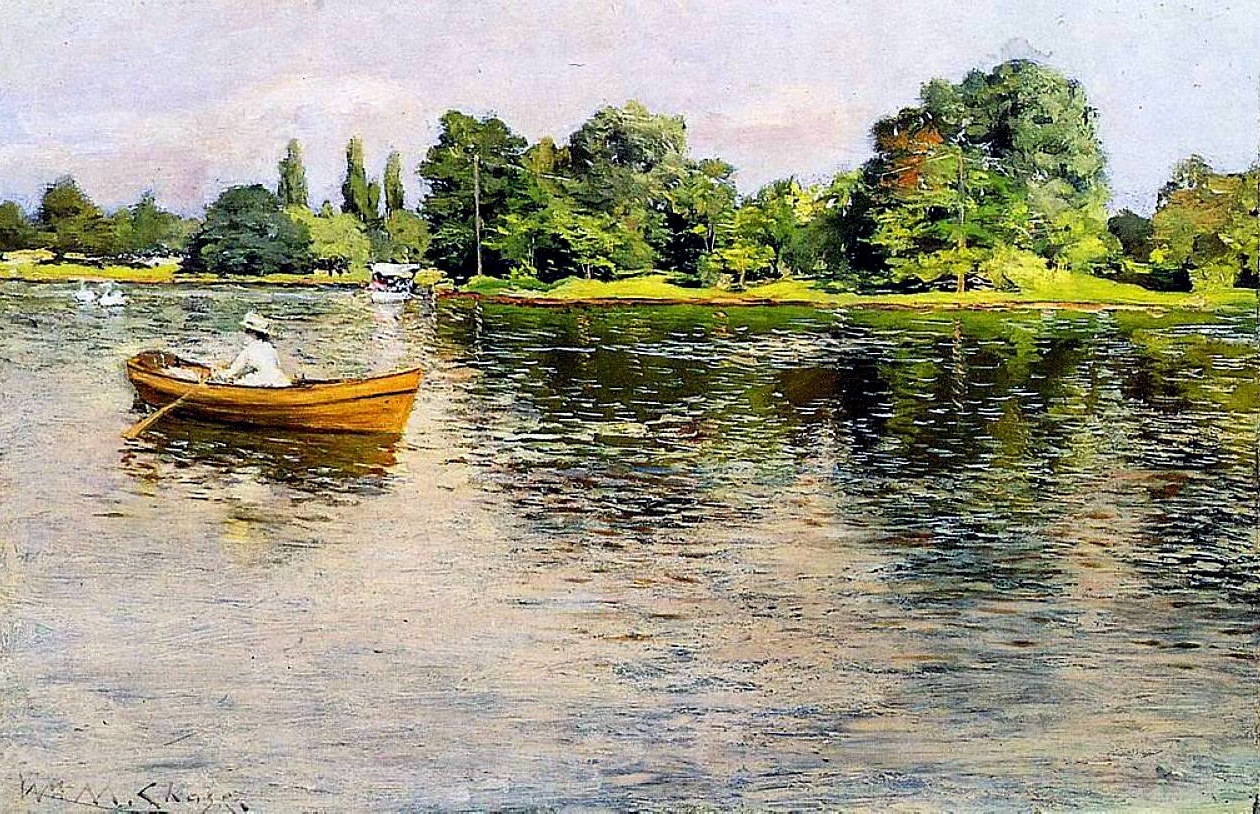
Summertime (pulling for shore) (c. 1886)
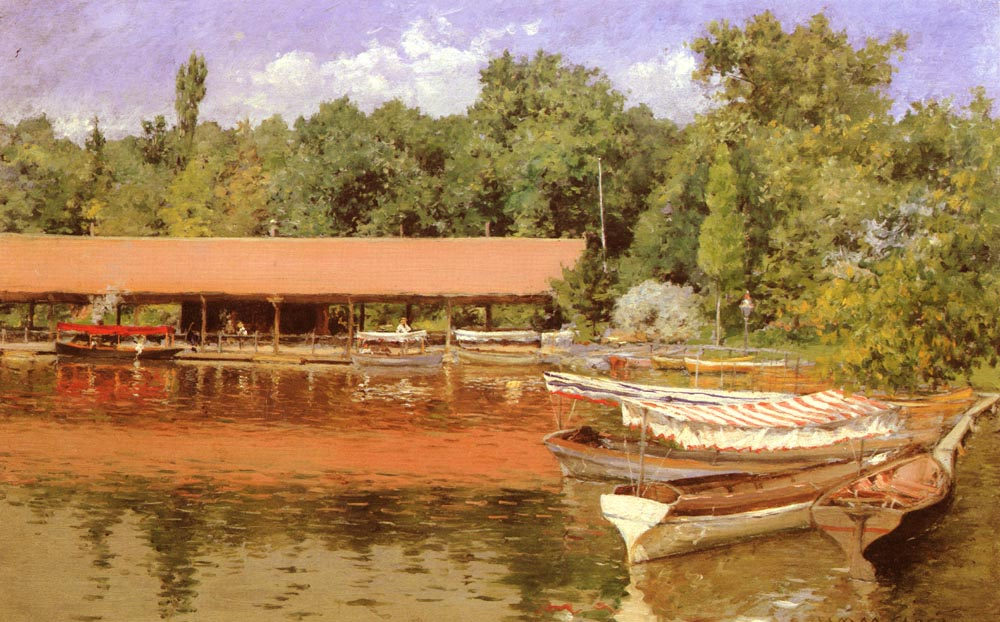
Boat House, Prospect Park (1887)
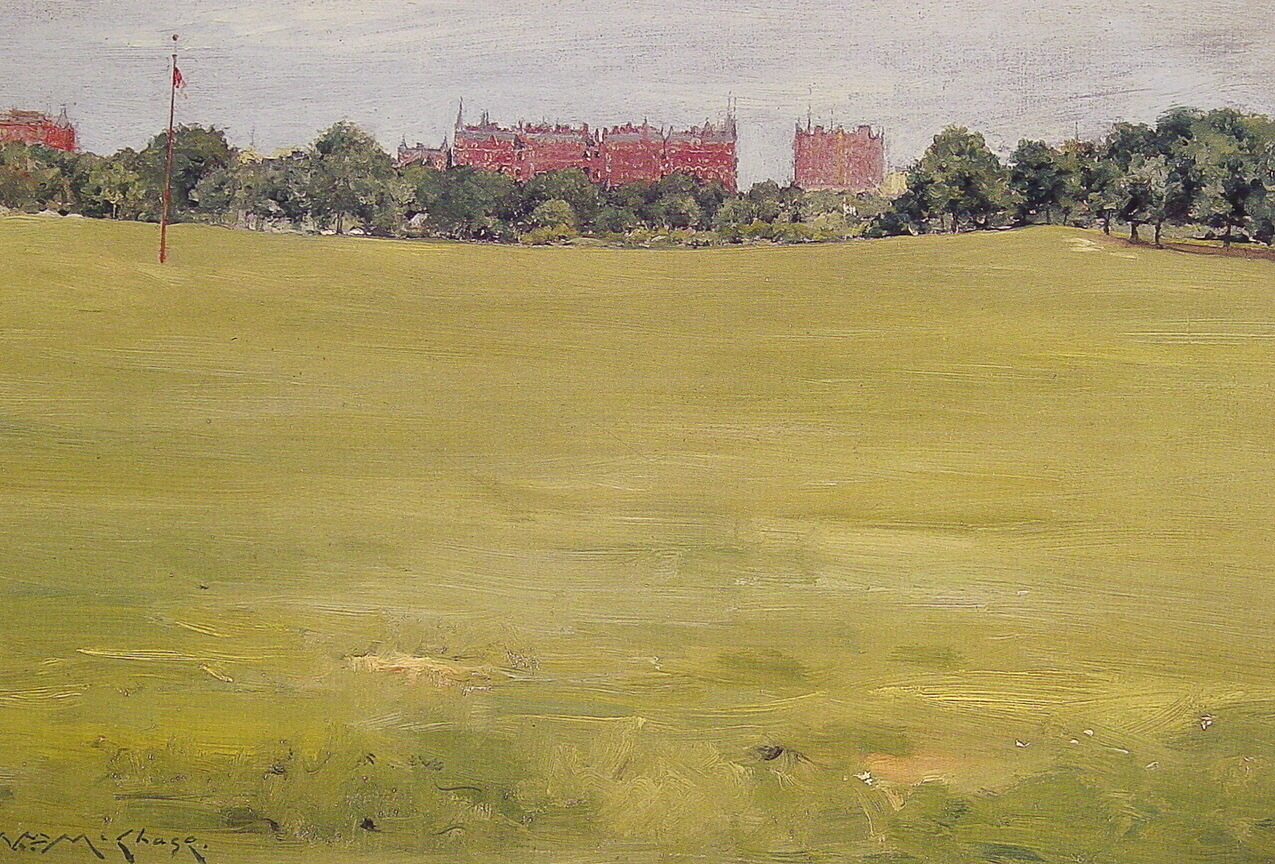
View from Central Park (1889)
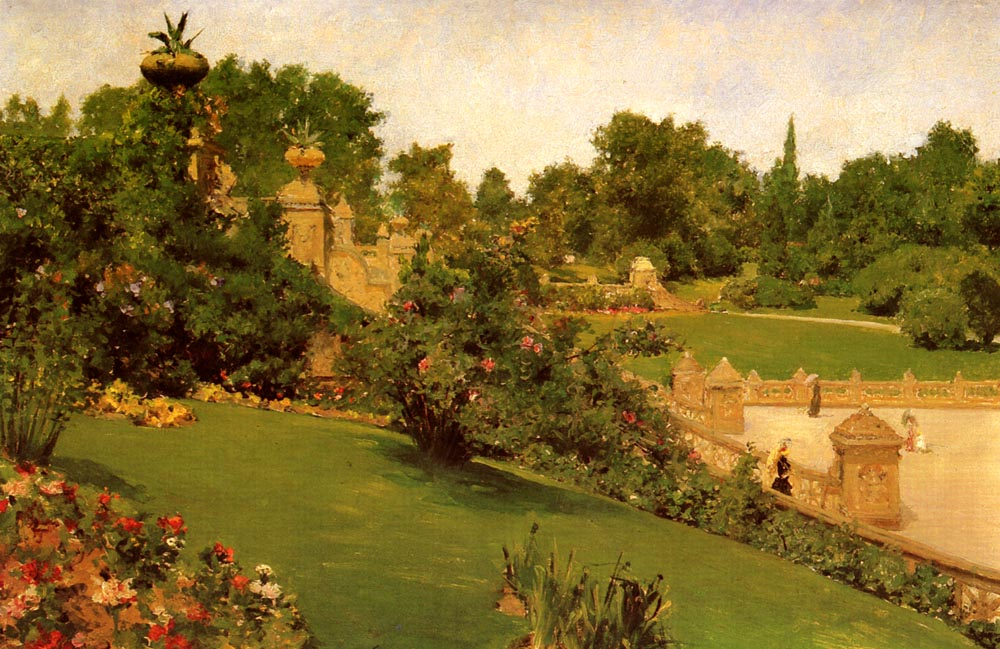
Terrace at the Mall (1890)
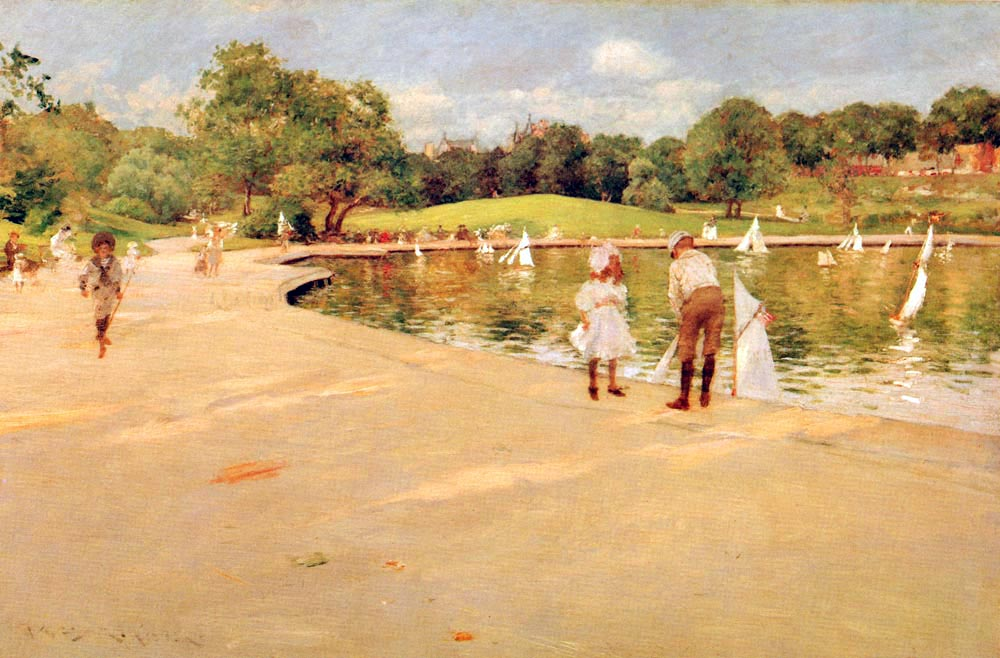
Lilliputian Boat-Lake (1890)
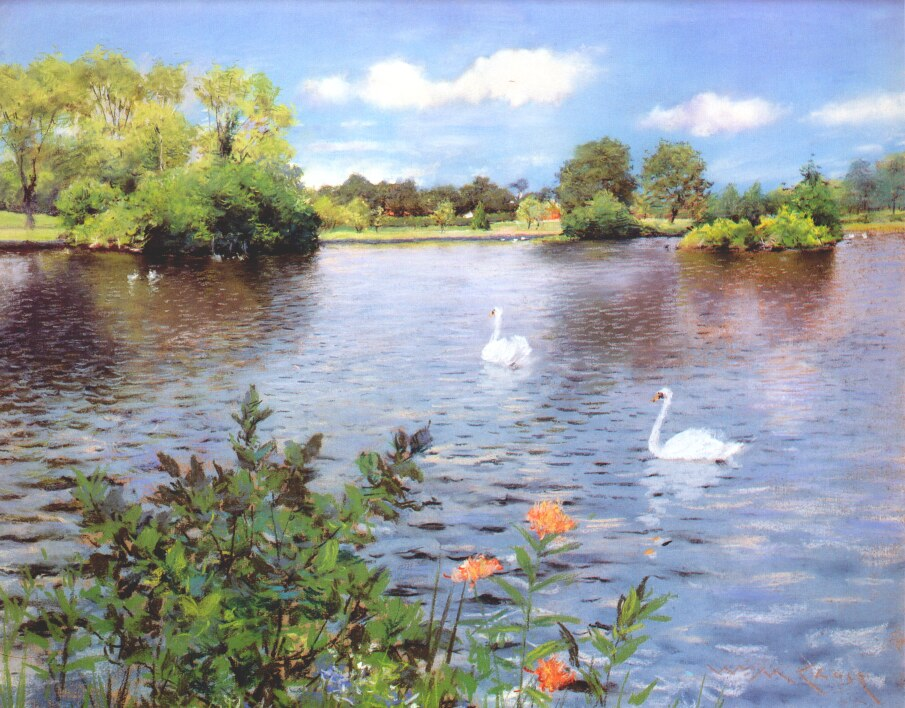
A Long Island Lake (c. 1890)
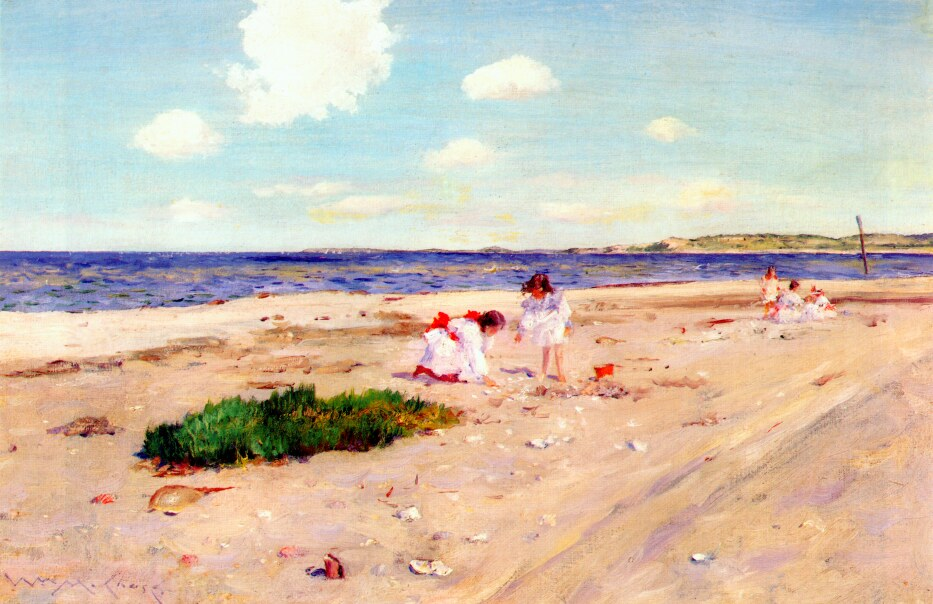
Shell Beach at Shinnecock (c. 1892)
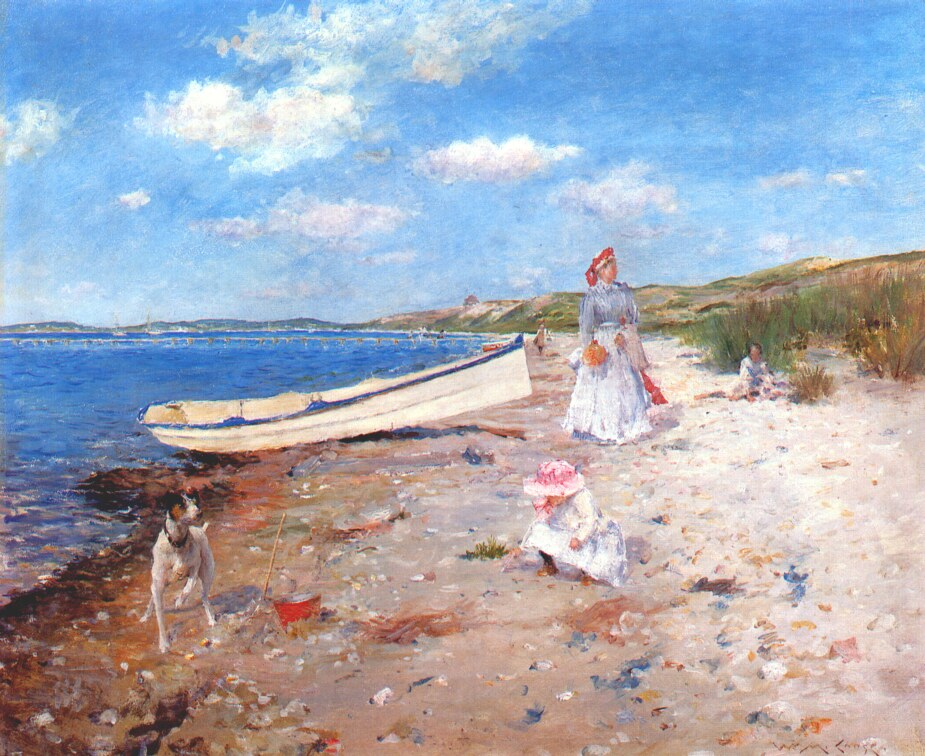
A Sunny Day at Shinnecock Bay (c. 1892)
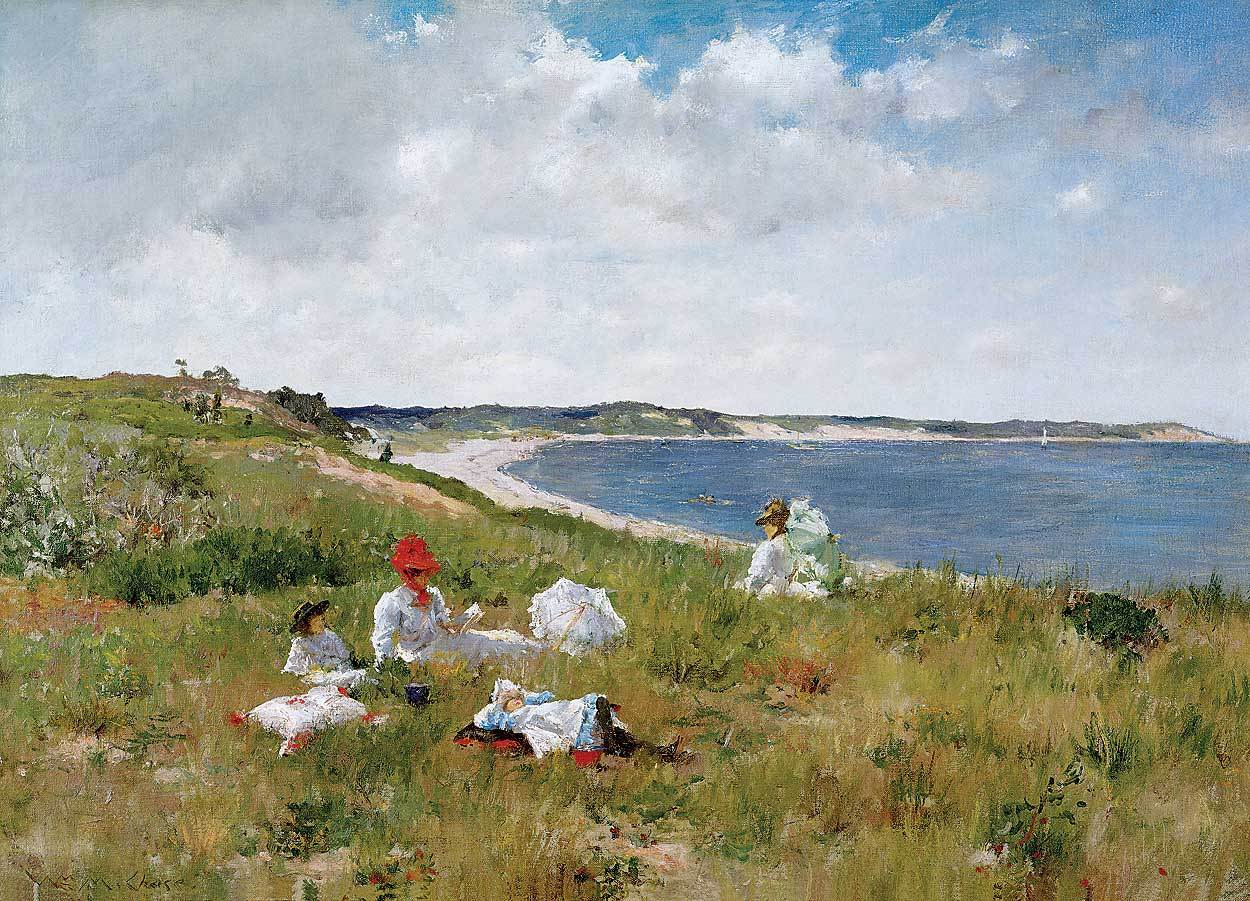
Idle Hours (1894)
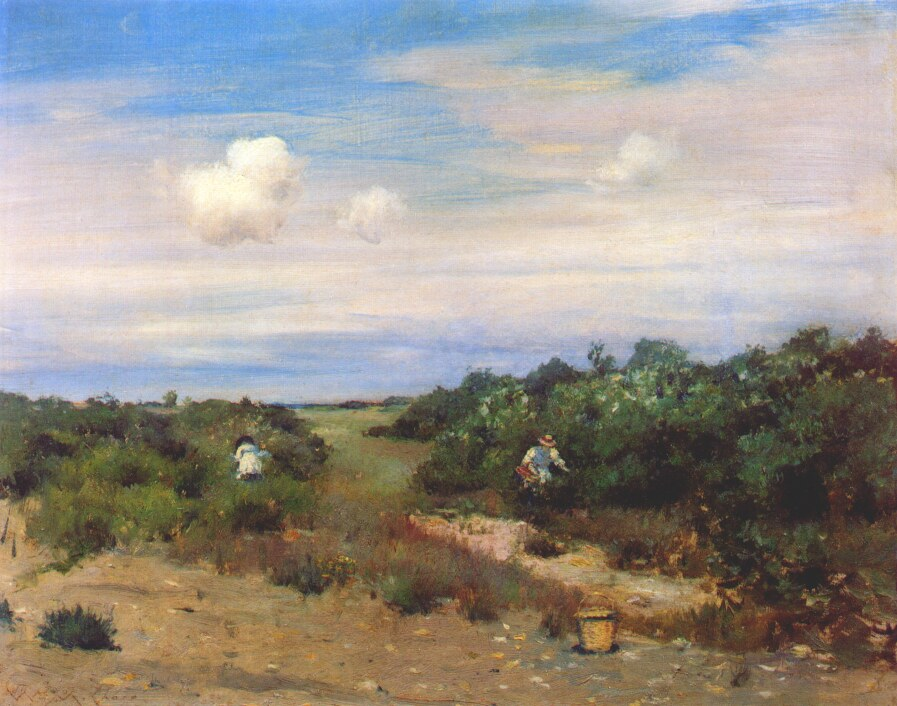
Shinnecock Hills, Long Island (c. 1895)
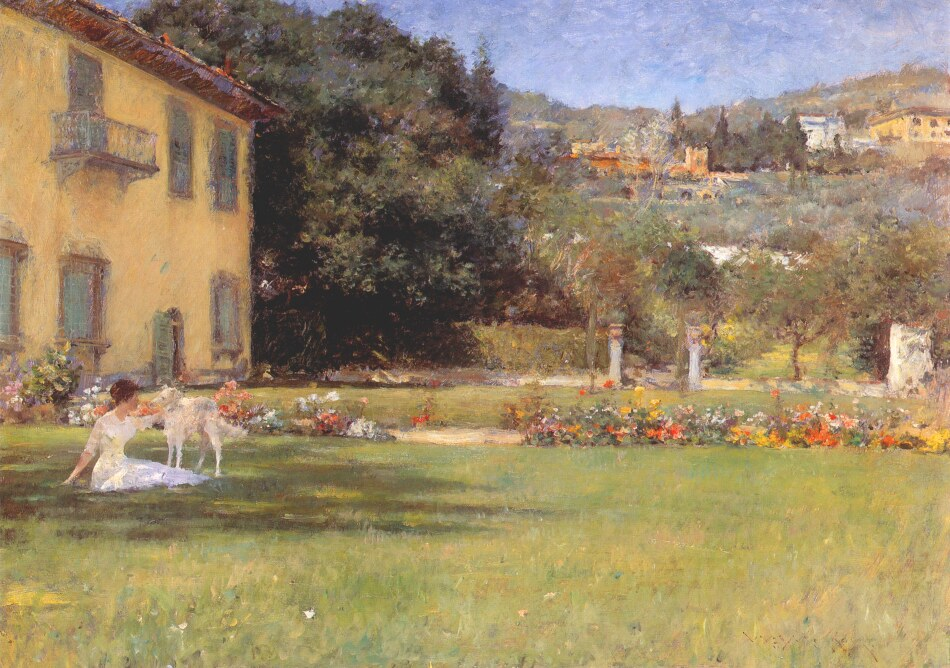
Good Friends (c. 1910-1911)
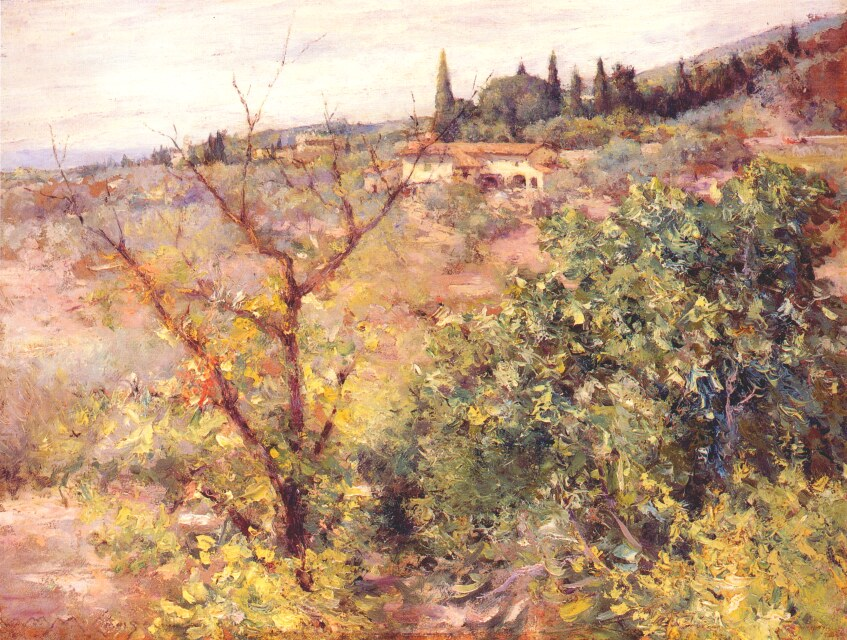
View of Fiesole (1907)
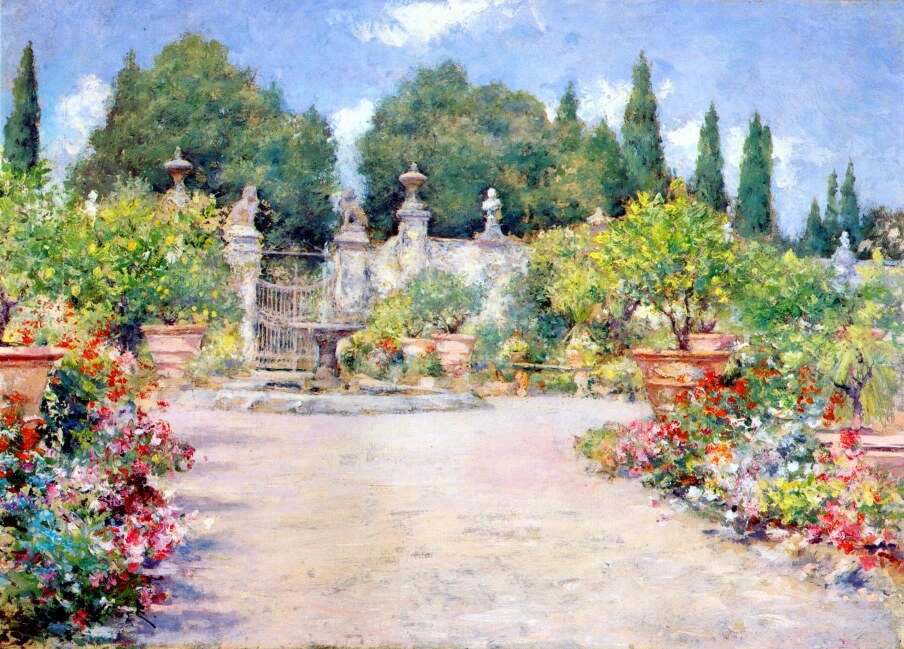
An Italian Garden (1909)
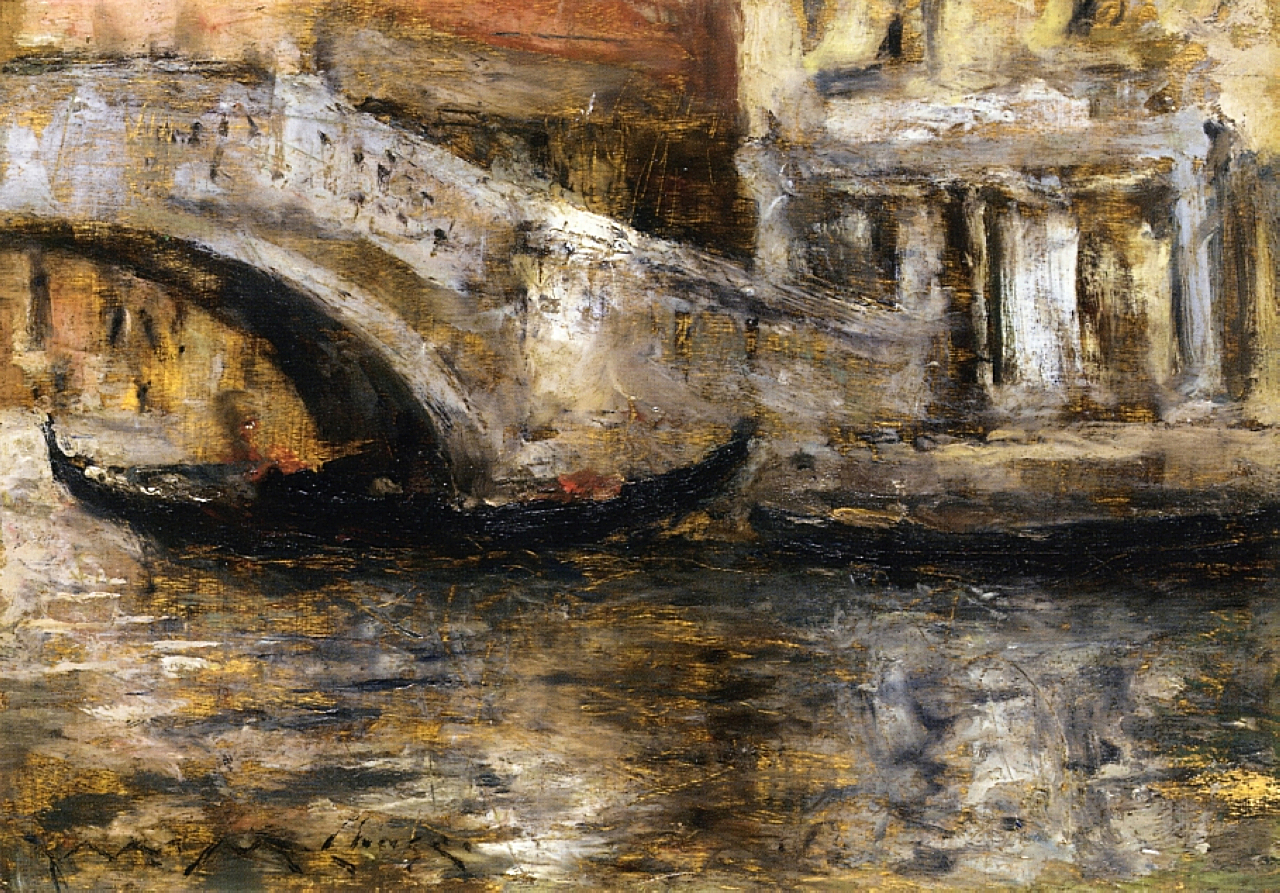
Gondolas Along Venetian Canal (1913)
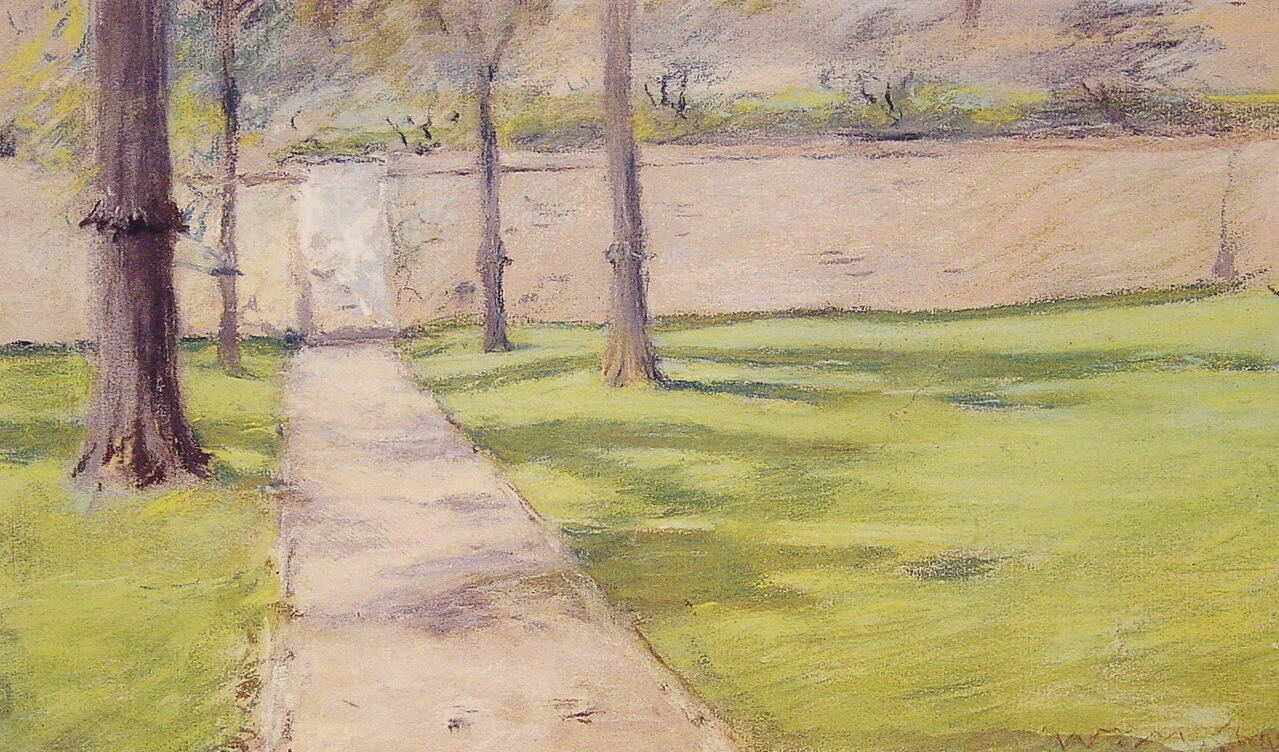
The Garden Wall
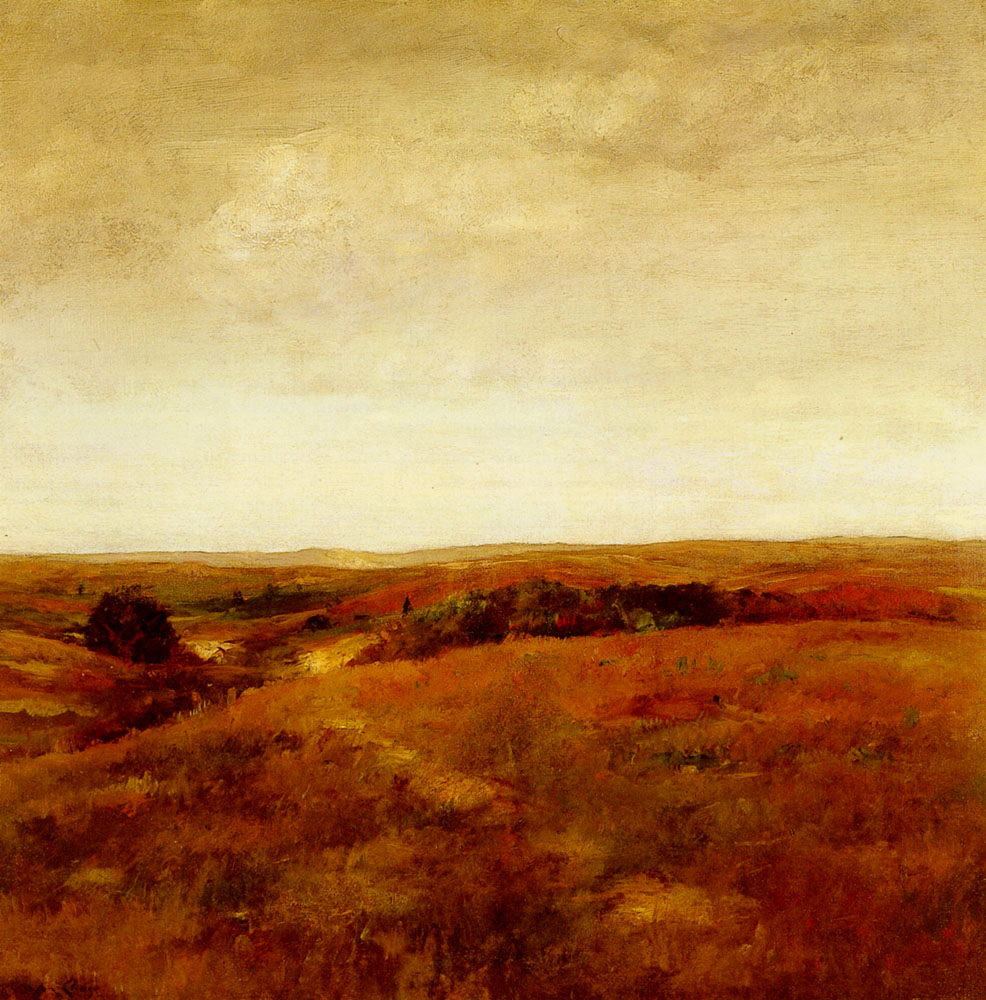
October
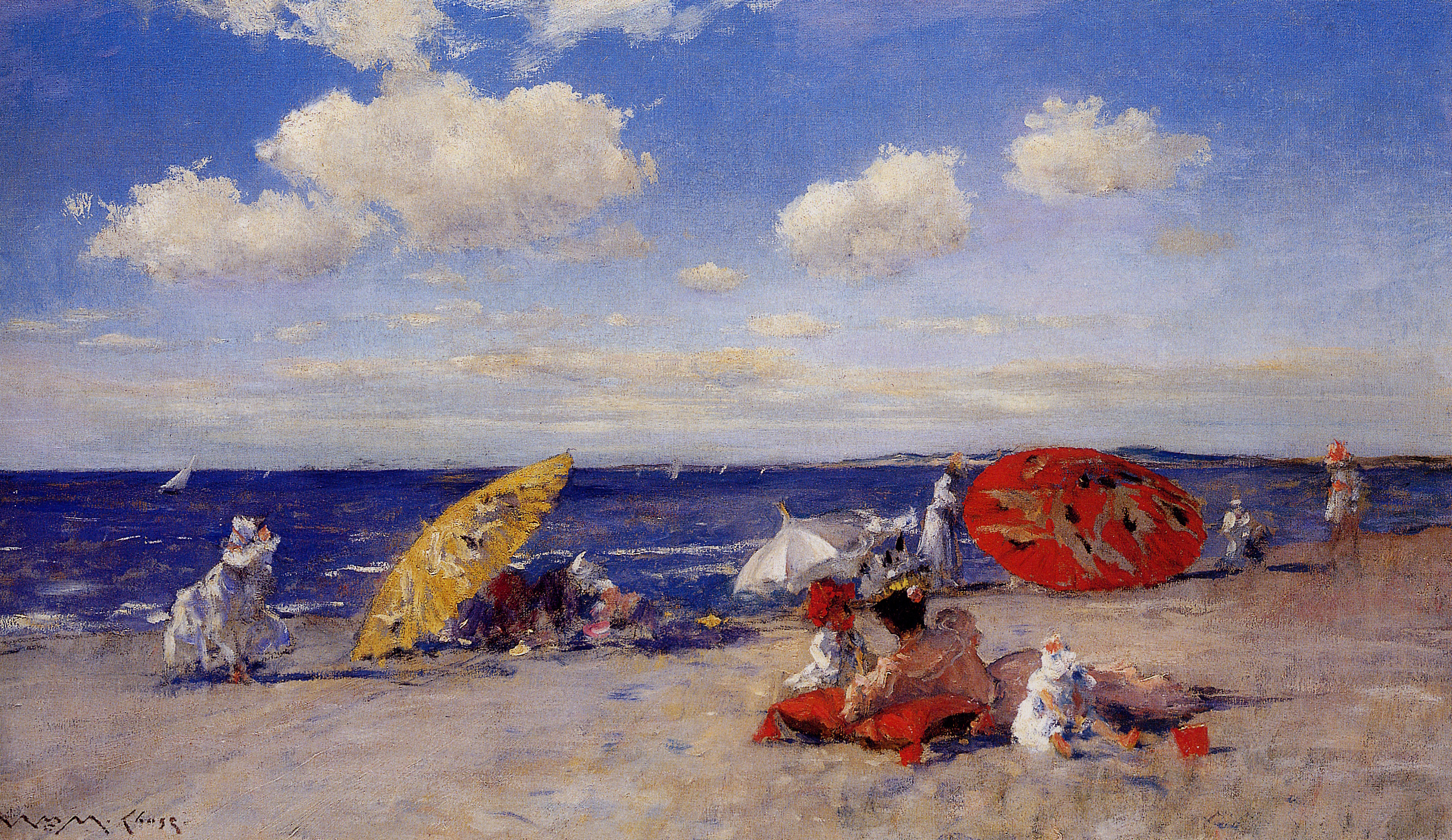
At the Seaside
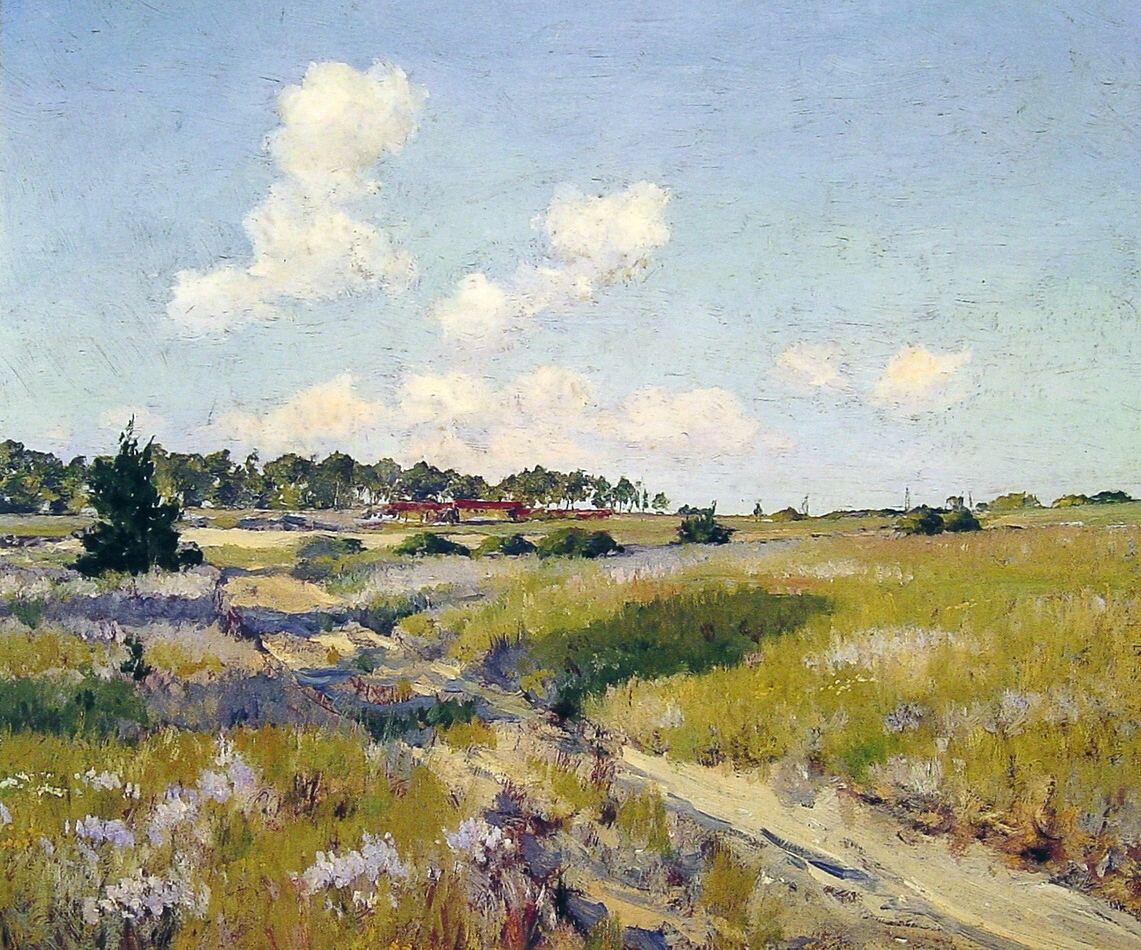
Afternoon Shadows